# McDonnell Douglas F/A-18 Hornet
El McDonnell Douglas F/A-18 Hornet es un caza polivalente bimotor de cuarta generación de origen estadounidense con capacidad todo tiempo, para ser embarcado en portaviones. Fue desarrollado en los años setenta por la compañía McDonnell Douglas (desde 1997 integrada en Boeing) a partir del prototipo Northrop YF-17 para la Armada y el Cuerpo de Marines de los Estados Unidos. El Hornet también ha sido exportado a siete países para servir en sus fuerzas aéreas. Desde 1986 hasta principios de 2020 fueron  usado para acrobacia aérea por el grupo de demostración aérea Blue Angels de la Armada estadounidense, luego reemplazados por el mejorado F/A-18 E/F Super Hornet
Este avión de combate combina capacidades de caza y ataque contra objetivos tanto aéreos como terrestres; de ahí su designación F/A, «F» de Fighter y «A» de Attack (en español: «caza» y «ataque»). Las principales misiones que puede desempeñar son: caza de escolta, defensa aérea, supresión de defensas aéreas enemigas, interdicción, apoyo aéreo cercano y reconocimiento. Por su versatilidad y fiabilidad ha demostrado ser un valioso aparato, aun cuando había sido criticado por su falta de alcance y de capacidad de armamento comparándolo con sus predecesores más recientes, como el F-14 Tomcat en el papel de caza y cazabombardero, y los A-6 Intruder y A-7 Corsair II en el papel de ataque.
El F/A-18 se ha fabricado en cuatro versiones principales: primero los F/A-18A/B y posteriormente los mejorados F/A-18C/D. Las versiones A/C son monoplazas, mientras que las B/D son biplazas (en tándem). Las versiones C/D del Hornet han servido como línea base de diseño para la creación del F/A-18E/F Super Hornet, una evolución más grande y avanzada. Comparado con el Hornet original, el Super Hornet es más grande, más pesado, con más alcance y dispone de más capacidad de armamento. La introducción del F/A-18E/F ha permitido la retirada de varios tipos de aviones anticuados (como caza, ataque y avión cisterna) en la Armada estadounidense, que ahora cuenta con los F/A-18 Hornet y Super Hornet en su flota y, gracias a su polivalencia, cumplen todas las misiones de los modelos retirados.

## Desarrollo

### Origen

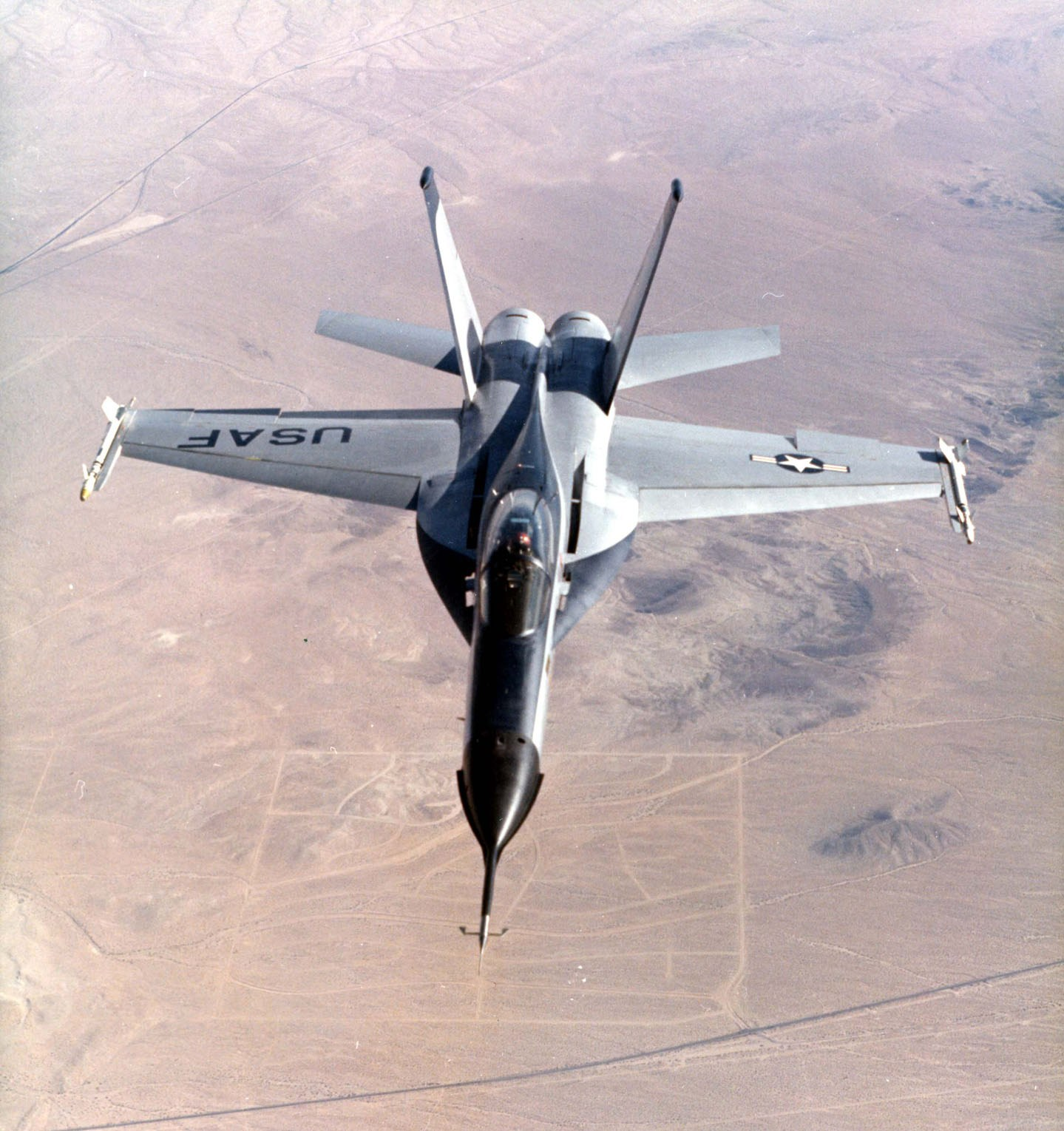
Northrop YF-17, prototipo a partir del que fue desarrollado el F/A-18.

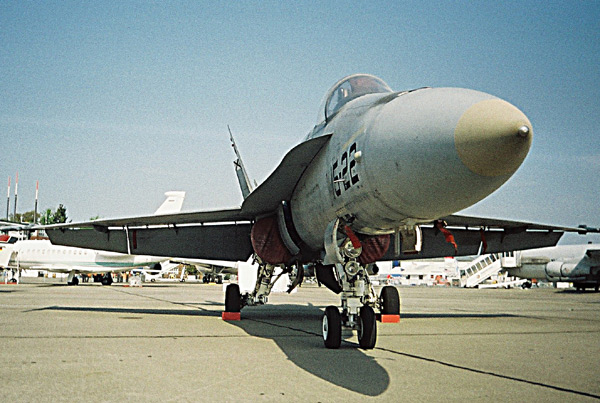
McDonnell Douglas F/A-18 Hornet en la Exhibición Aeroespacial Internacional de Berlín (2002).

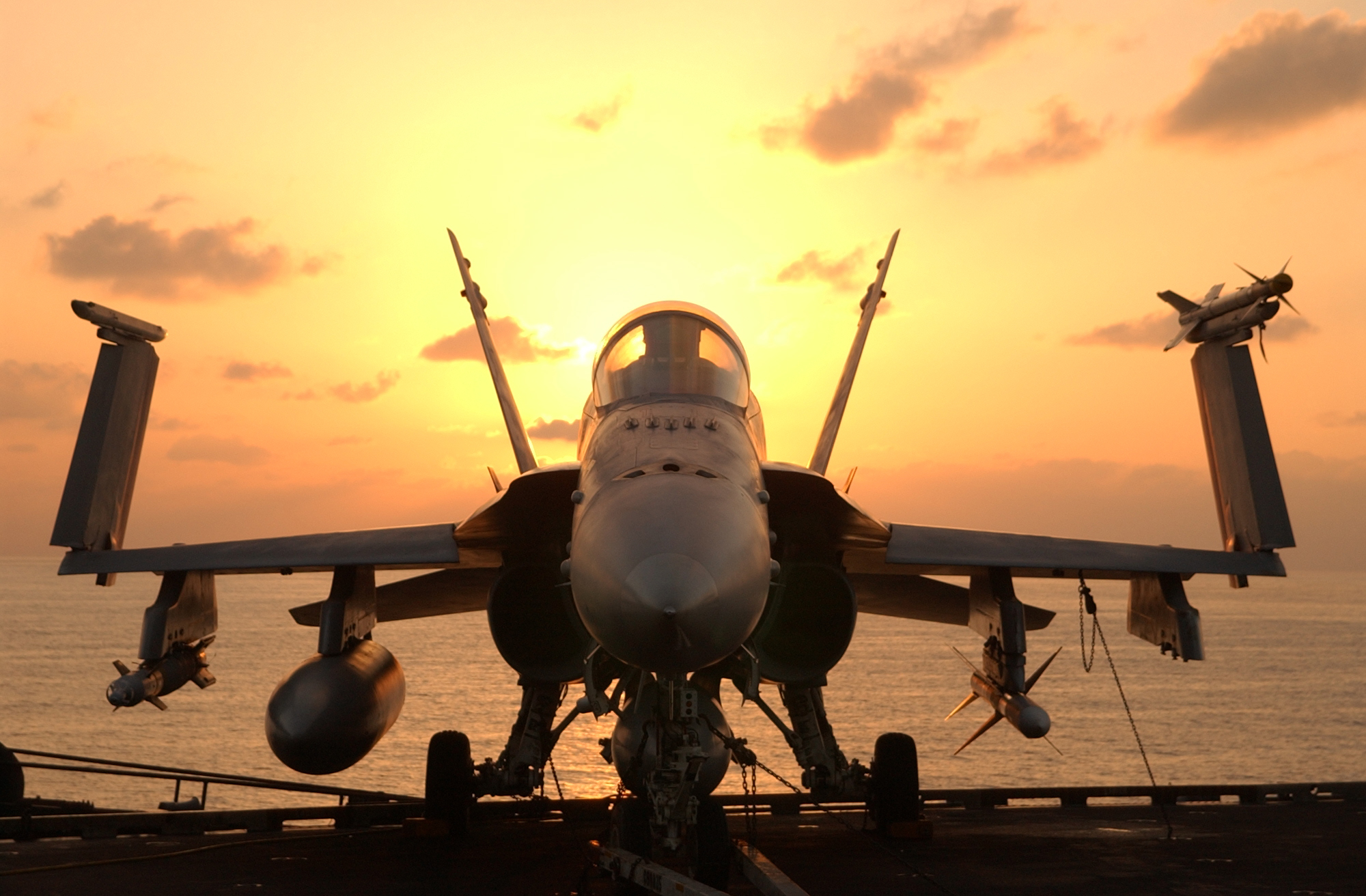
F/A-18 a bordo del USS John C. Stennis (CVN-74), diciembre de 2001.

El desarrollo del F/A-18 llegó como resultado del programa VFAX (Naval Fighter Attack Experimental) de la Armada de los Estados Unidos para obtener un avión polivalente que reemplazara a sus aviones de ataque A-7 Corsair II, y además a los cazas F-4 Phantom II que aún no habían sido reemplazados y estaban en servicio, y que en este rol de caza complementara al caza naval F-14 Tomcat. El almirante Kent Lee, entonces jefe del Mando Naval de Sistemas Aéreos NAVAIR (Naval Air Systems Command), fue el principal defensor del VFAX ante la fuerte oposición por parte de muchos oficiales de la Armada.
En agosto de 1973, el Congreso de los Estados Unidos ordenó a la Armada que buscara para el VFAX una alternativa de menor coste que el F-14 Tomcat. El fabricante del Tomcat, Grumman, propuso una versión económica de esa aeronave designada como F-14X, mientras que McDonnell Douglas propuso una variante naval del F-15 Eagle. Sin embargo, ambas propuestas resultaban casi tan caras como el propio F-14. Ese verano, el secretario de defensa James Schlesinger le propuso a la Armada que evaluara los aviones competidores en el programa LWF (Lightweight Fighter) de la Fuerza Aérea, el General Dynamics YF-16 y el Northrop YF-17. La competición LWF de la Fuerza Aérea había requerido un caza diurno sin capacidad de ataque; por tanto estos competidores deberían ser modificados para adaptarse a las especificaciones de la Armada. En mayo de 1974, el Comité de Servicios Armados de la Cámara redirigió 34 millones de dólares del VFAX a un nuevo programa denominado NACF (Navy Air Combat Fighter, "caza de combate aéreo de la Armada"), con el propósito de obtener el avión de combate para la Armada, sacando el máximo partido a la tecnología desarrollada en el programa LWF.

### Rediseñando el YF-17

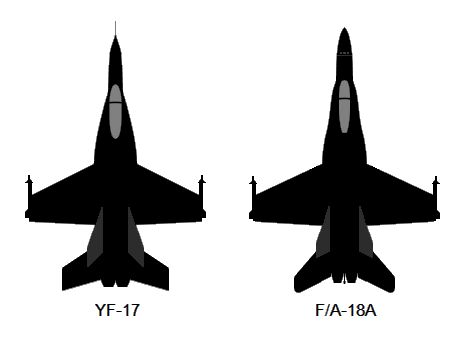
Diferencia de tamaño entre el YF-17 y el F/A-18A Hornet

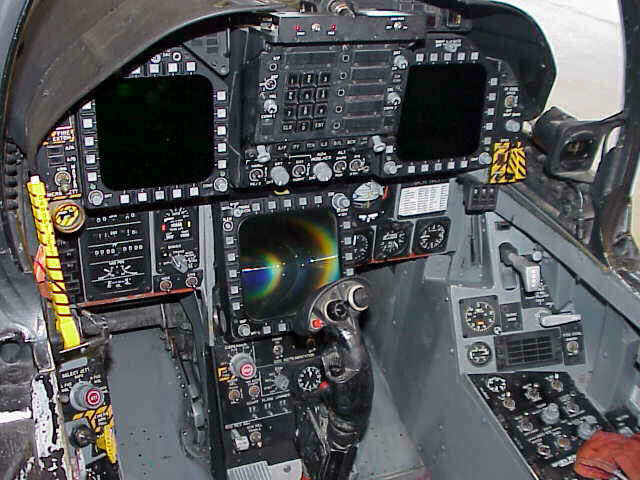
Cabina de un F/A-18A

Aunque el YF-16 ganó la competición LWF en la Fuerza Aérea de los Estados Unidos, la Armada se mostró escéptica ante la posibilidad de que un avión monomotor con tren de aterrizaje estrecho pudiera ser adaptado de forma fácil o económica para servir en portaviones, y rechazó adoptar un derivado del F-16. La Armada demandó desarrollar un avión basado en el YF-17 y consiguió el permiso. Puesto que este avión, diseñado para el programa LWF, no cumplía los requerimientos de diseño del VFAX, la Armada pidió a Northrop que diseñara un nuevo avión en torno a los principios de diseño y configuración del YF-17, pero adaptado a las necesidades de la Armada. El nuevo avión, que sería designado F-18, no compartía ni una sola pieza esencial ni parte estructural primaria con el YF-17. El secretario de la Armada, W. Graham Claytor, anunció el 1 de marzo de 1977 que el nombre del nuevo aparato sería Hornet.
Northrop carecía de experiencia naval para desarrollar el avión, por lo que pidió ayuda a la gigantesca McDonnell Douglas, que tenía una amplia experiencia acumulada en la construcción de aviones embarcados; ejemplo de ello eran aviones como el A-4 Skyhawk y el exitoso F-4 Phantom II. McDonnell Douglas sería un contratista secundario en la propuesta NACF para desarrollar el F-18. Las dos compañías acordaron dividir equitativamente la fabricación de piezas, siendo McDonnell Douglas responsable de completar el ensamblaje final, que representa un 20% aproximado del trabajo. McDonnell Douglas fabricaría las alas, los estabilizadores horizontales y la parte delantera del fuselaje; Northrop fabricaría las partes central y trasera del fuselaje y los estabilizadores verticales. Sin embargo, con la aparición del F-18L, una versión para bases terrestres propuesta por Northrop para vender en el mercado de exportación, McDonnell Douglas pasó a ser el contratista principal de las versiones navales del Hornet. Por otra parte, Northrop sería el contratista principal del F-18L y se encargaría de su ensamblaje final.
El desarrollo de este nuevo cazabombardero no estuvo exento de problemas. Al estar pensado principalmente para operar con la Armada, debieron hacérsele varios cambios, tanto internos como externos, y así conseguir su adaptación en la difícil tarea de apontar y despegar desde un barco.
El F-18, inicialmente conocido como McDonnell Douglas Model 267, fue drásticamente modificado a partir del YF-17, pero manteniendo la misma configuración básica. Para adaptarlo a las operaciones embarcadas y ser capaz de soportar los duros apontajes a 250 km/h contra la cubierta, se le reforzó la estructura, el tren de aterrizaje y el gancho de parada, se le añadieron los mecanismos necesarios para la catapulta, sus alas se hicieron plegables, y también se le ensanchó el tren de aterrizaje. Para cumplir los requisitos de la Armada en cuanto a alcance y reservas, McDonnell Douglas incrementó la capacidad de combustible en 2020 kg; para esto se le amplió la "espina dorsal" y se le añadió una célula de 363 l de combustible en cada ala (el YF-17 no portaba combustible en las alas). Además de extenderle el borde de ataque más adelante, se le ampliaron las alas y los estabilizadores para poder sustentar la aeronave a menor velocidad y poder aproximarse más lentamente al portaviones. La parte posterior del fuselaje se ensanchó unos 10 cm, y se adelantaron las tomas de aire respecto al fuselaje. Otra mejora menos visible fue el reemplazo del sistema de control asistido por computadora del YF-17 por un sistema fly-by-wire totalmente digital con redundancia cuádruple, siendo el primero de este tipo en ser instalado en un caza de producción en serie.
Estos cambios incrementaron en 4540 kg el peso bruto del avión, alcanzando este los 16 800 kg, y tuvieron como resultado un avión casi nuevo, con un aspecto físico más robusto, con más potencia en sus motores y de mayor envergadura, pero que a la vez conservaba la gran maniobrabilidad del YF-17, que fue una de las características que más impresionaron a la Armada, y que era un requisito para la construcción del modelo F/A-18.
Inicialmente, en el programa estaba previsto adquirir un total de 780 unidades del Hornet en tres versiones estrechamente relacionadas: el F-18A, un caza monoplaza para misiones aire-aire como superioridad aérea, intercepción, escolta, etc.; el A-18A, un avión de ataque para misiones aire-tierra como bombardero táctico, apoyo aéreo cercano, supresión de defensas aéreas enemigas, etc., también monoplaza y diferenciándose únicamente en la aviónica; y el entrenador biplaza TF-18A, que mantendría todas las capacidades de misión del F-18A, pero con menor capacidad de combustible. Pero luego, con la necesidad de abaratar costes al Gobierno de los Estados Unidos y principalmente por la idea de complemento barato para el F-14, se decidió fusionar las versiones de caza y de ataque. Con el rediseño de las estaciones de carga y las mejoras en la aviónica y en las pantallas multifunción, fue posible combinar el A-18A y el F-18A en un solo aparato, con lo que surgió una aeronave que resultaría ser lo más versátil construido hasta entonces, e incluso hasta hoy en día, el avión de ataque y caza F/A-18 Hornet. A principios de 1980, el avión ya comenzó a ser llamado F/A-18A, y la designación fue anunciada oficialmente el 1 de abril de 1984. Con el cambio de nomenclatura, el TF-18A fue redesignado F/A-18B.
El primer vuelo del prototipo del F/A-18 se realizó en las instalaciones de McDonnell Douglas en Lambert Field, San Luis (Misuri), el 18 de noviembre de 1978. El "A-1" (designación para la primera variante monoplaza del avión F/A-18A) fue controlado por el piloto de pruebas Jack Krings.

### El F-18L de Northrop
Inicialmente, en el programa estaba previsto adquirir un total de 780 unidades del Hornet en tres versiones estrechamente relacionadas: el F-18A, un caza monoplaza para misiones aire-aire como superioridad aérea, intercepción, escolta, etc.; el A-18A, un avión de ataque para misiones aire-tierra como bombardero táctico, apoyo aéreo cercano, supresión de defensas aéreas enemigas, etc., también monoplaza y diferenciándose únicamente en la aviónica; y el entrenador biplaza TF-18A, que mantendría todas las capacidades de misión del F-18A, pero con menor capacidad de combustible. Pero luego, con la necesidad de abaratar costes al Gobierno de los Estados Unidos y principalmente por la idea de complemento barato para el F-14, se decidió fusionar las versiones de caza y de ataque. Con el rediseño de las estaciones de carga y las mejoras en la aviónica y en las pantallas multifunción, fue posible combinar el A-18A y el F-18A en un solo aparato, con lo que surgió una aeronave que resultaría ser lo más versátil construido hasta entonces, e incluso hasta hoy en día, el avión de ataque y caza F/A-18 Hornet. A principios de 1980, el avión ya comenzó a ser llamado F/A-18A, y la designación fue anunciada oficialmente el 1 de abril de 1984. Con el cambio de nomenclatura, el TF-18A fue redesignado F/A-18B.
La asociación entre McDonnell Douglas y Northrop se complicó con las disputas por las ventas en el extranjero de los dos modelos. Northrop consideraba que McDonnell Douglas pondría el F/A-18 en competición directa con el F-18L, y en octubre de 1979 inició una serie de demandas, acusando a McDonnell Douglas de usar tecnología desarrollada por Northrop, violando el acuerdo que tenían ambas empresas, y pidió una moratoria de las ventas de exportación del Hornet por parte de McDonnell Douglas. El caso fue resuelto en 1985, cuando McDonnell Douglas acordó pagar 50 millones de dólares a Northrop por la totalidad de los derechos de diseño del Hornet, sin recibir ningún tipo de sanción. Fue entonces cuando Northrop dejó de trabajar en el F-18L, y la mayoría de los pedidos de exportación fueron captados por el F-16 o por el F/A-18.

## Diseño

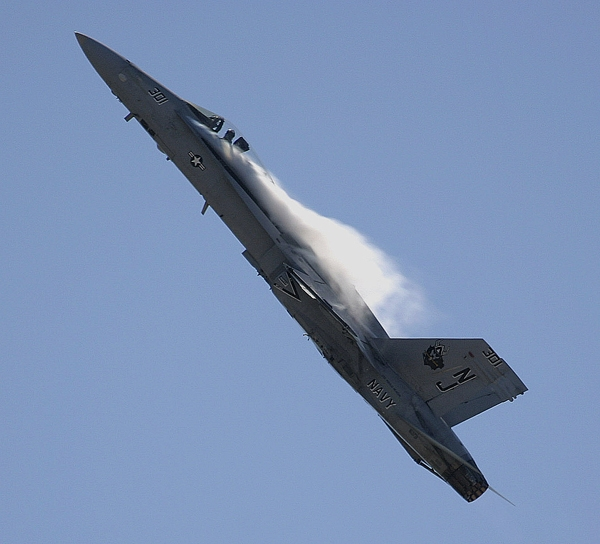
Un Hornet realizando un fuerte ascenso durante un festival aéreo. El alto ángulo de ataque causa potentes vórtices en las extensiones del borde de ataque que provocan la formación de condensación.

El F/A-18 es un avión de ala media y dos motores, diseñado para realizar múltiples misiones tácticas.

### Evolución del diseño
En los años 90, la Armada de los Estados Unidos se enfrentó a la necesidad de reemplazar sus antiguos A-6 Intruder, EA-6 Prowler, A-7 Corsair II y F-14 Tomcat sin reemplazos apropiados en desarrollo. Para responder a esta deficiencia, la Armada desarrolló el F/A-18E/F Super Hornet. A pesar de esta designación, no es una actualización del F/A-18 Hornet, sino un modelo nuevo, de estructura más grande, que utiliza los conceptos de diseño del Hornet. Los Hornet y Super Hornet cumplen papeles complementarios en el arsenal embarcado de la Armada, hasta el despliegue del F-35C Lightning II, que principalmente reemplazará a los F/A-18A-D Hornet.

### Versatilidad

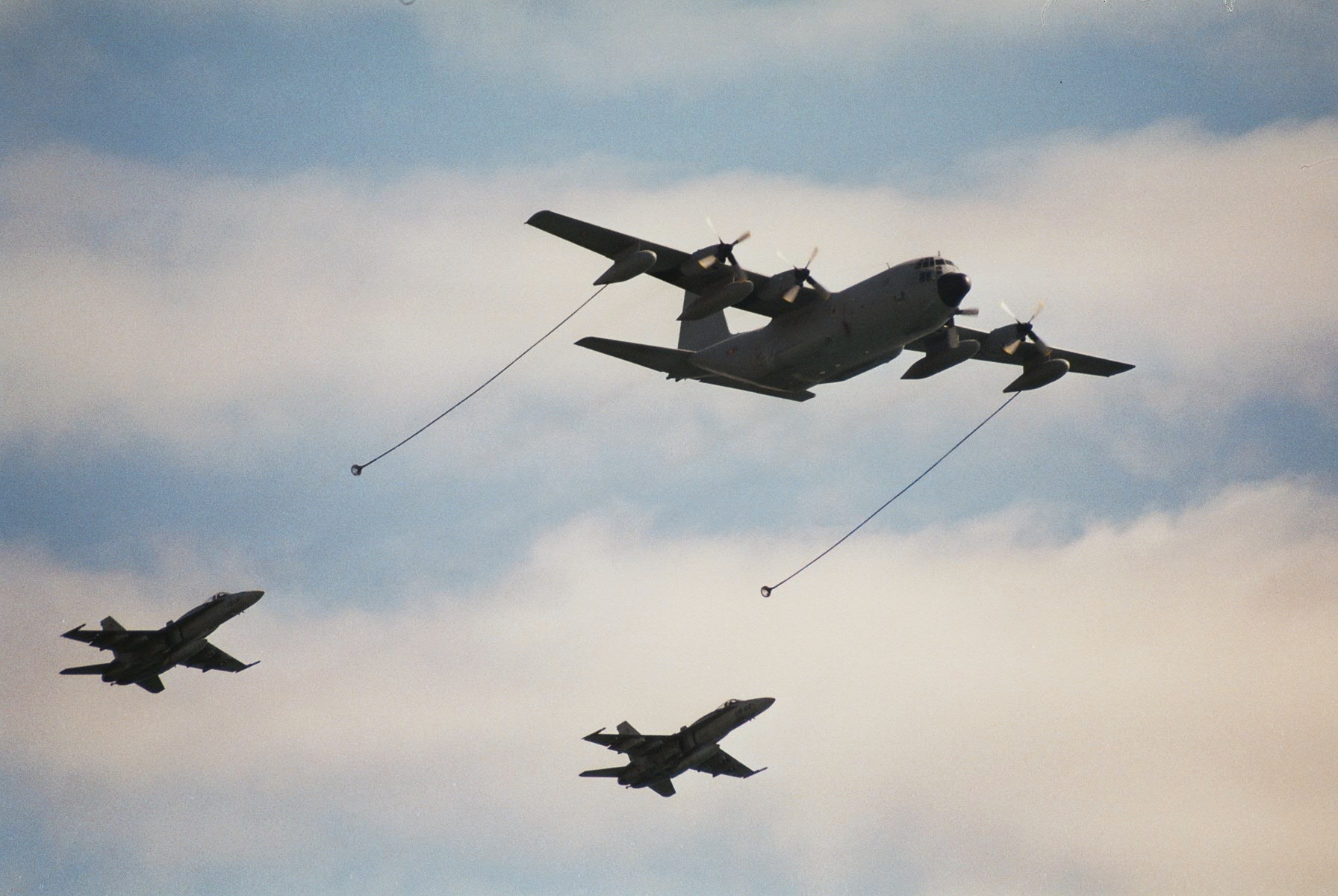
Un KC-130H Hercules del Ejército del Aire y del Espacio simulando un repostaje con dos F/A-18.

El F/A-18 puede ser adaptado en pleno vuelo, a requerimiento del piloto, para la misión que deba cumplirse según la situación, actuando sobre un interruptor en la palanca, siendo capaz en una misma salida de cumplir con labores aire-aire (caza) y aire-tierra (ataque), siempre que lleve el tipo de armamento necesario.
Esta capacidad polivalente da al F/A-18 Hornet una gran versatilidad y flexibilidad, quedando demostrado durante la Operación Tormenta del Desierto, donde 4 Hornet provenientes del portaviones USS Saratoga del escuadrón VFA-81 Sunliners, volando en formación armados con más de 3500kg de bombas cada uno, se acercaban para destruir un aeropuerto en las cercanías de Bagdad y fueron alertados por un avión AWACS de la aproximación de 4 MiG-21 para interceptarlos. Los pilotos seleccionaron como armamento sus misiles Sparrow y Sidewinder, y automáticamente los sistemas de a bordo y el radar cambiaron del modo aire-tierra al modo aire-aire; tras finalizar el combate aéreo, los cuatro pilotos volvieron a presionar sus interruptores para volver al modo aire-tierra y destruyeron el complejo aeroportuario. Esto demuestra la gran capacidad de versatilidad y flexibilidad del Hornet.
El Hornet puede cumplir misiones de ataque, combate aire-aire, apoyo aéreo cercano, supresión de defensas enemigas, intercepción, escolta, bombardeo, reconocimiento y fotografía, y ataque a navíos.

### Armamento según soporte
|                           | F/A-18A/B Hornet | F/A-18A/B Hornet | F/A-18A/B Hornet | F/A-18A/B Hornet | F/A-18A/B Hornet | F/A-18A/B Hornet | F/A-18A/B Hornet | F/A-18A/B Hornet | F/A-18A/B Hornet | F/A-18C/D Hornet | F/A-18C/D Hornet | F/A-18C/D Hornet | F/A-18C/D Hornet | F/A-18C/D Hornet | F/A-18C/D Hornet | F/A-18C/D Hornet | F/A-18C/D Hornet | F/A-18C/D Hornet |
| ------------------------- | ---------------- | ---------------- | ---------------- | ---------------- | ---------------- | ---------------- | ---------------- | ---------------- | ---------------- | ---------------- | ---------------- | ---------------- | ---------------- | ---------------- | ---------------- | ---------------- | ---------------- | ---------------- |
| Punto de anclaje →        | 1                | 2                | 3                | 4                | 5                | 6                | 7                | 8                | 9                | 1                | 2                | 3                | 4                | 5                | 6                | 7                | 8                | 9                |
| AIM-9 Sidewinder          | •                | ••               | ••               |                  |                  |                  | ••               | ••               | •                | •                | ••               | ••               |                  |                  |                  | ••               | ••               | •                |
| AIM-7 Sparrow             |                  | •                | •                | •                |                  | •                | •                | •                |                  |                  | •                | •                | •                |                  | •                | •                | •                |                  |
| AIM-120 AMRAAM            |                  |                  |                  |                  |                  |                  |                  |                  |                  |                  | ••               | ••               | •                |                  | •                | ••               | ••               |                  |
| AGM-65 Maverick           |                  |                  |                  |                  |                  |                  |                  |                  |                  |                  | •                | •                |                  |                  |                  | •                | •                |                  |
| AGM-84 Harpoon            |                  |                  |                  |                  |                  |                  |                  |                  |                  |                  | •                | •                |                  |                  |                  | •                | •                |                  |
| AGM-84H SLAM-ER           |                  |                  |                  |                  |                  |                  |                  |                  |                  |                  |                  | •                |                  |                  |                  | •                |                  |                  |
| AGM-88 HARM               |                  | •                | •                |                  |                  |                  | •                | •                |                  |                  | •                | •                |                  |                  |                  | •                | •                |                  |
| AGM-154 JSOW              |                  |                  |                  |                  |                  |                  |                  |                  |                  |                  | •                | •                |                  |                  |                  | •                | •                |                  |
| Mark 82/83                |                  | ••               | ••               |                  | •                |                  | ••               | ••               |                  |                  | ••               | ••               |                  | •                |                  | ••               | ••               |                  |
| Mark 84                   |                  | •                | •                |                  | •                |                  | •                | •                |                  |                  | •                | •                |                  | •                |                  | •                | •                |                  |
| GBU-10/12/16              |                  |                  |                  |                  |                  |                  |                  |                  |                  |                  | ••               | ••               |                  |                  |                  | ••               | ••               |                  |
| GBU-24                    |                  |                  |                  |                  |                  |                  |                  |                  |                  |                  |                  | •                |                  |                  |                  | •                |                  |                  |
| GBU-31/32/38 JDAM         |                  |                  |                  |                  |                  |                  |                  |                  |                  |                  | •                | •                |                  |                  |                  | •                | •                |                  |
| Depósito lanzable FPU-8/A |                  |                  | •                |                  | •                |                  | •                |                  |                  |                  |                  | •                |                  | •                |                  | •                |                  |                  |

### Componentes del F/A-18C/D

#### Electrónica

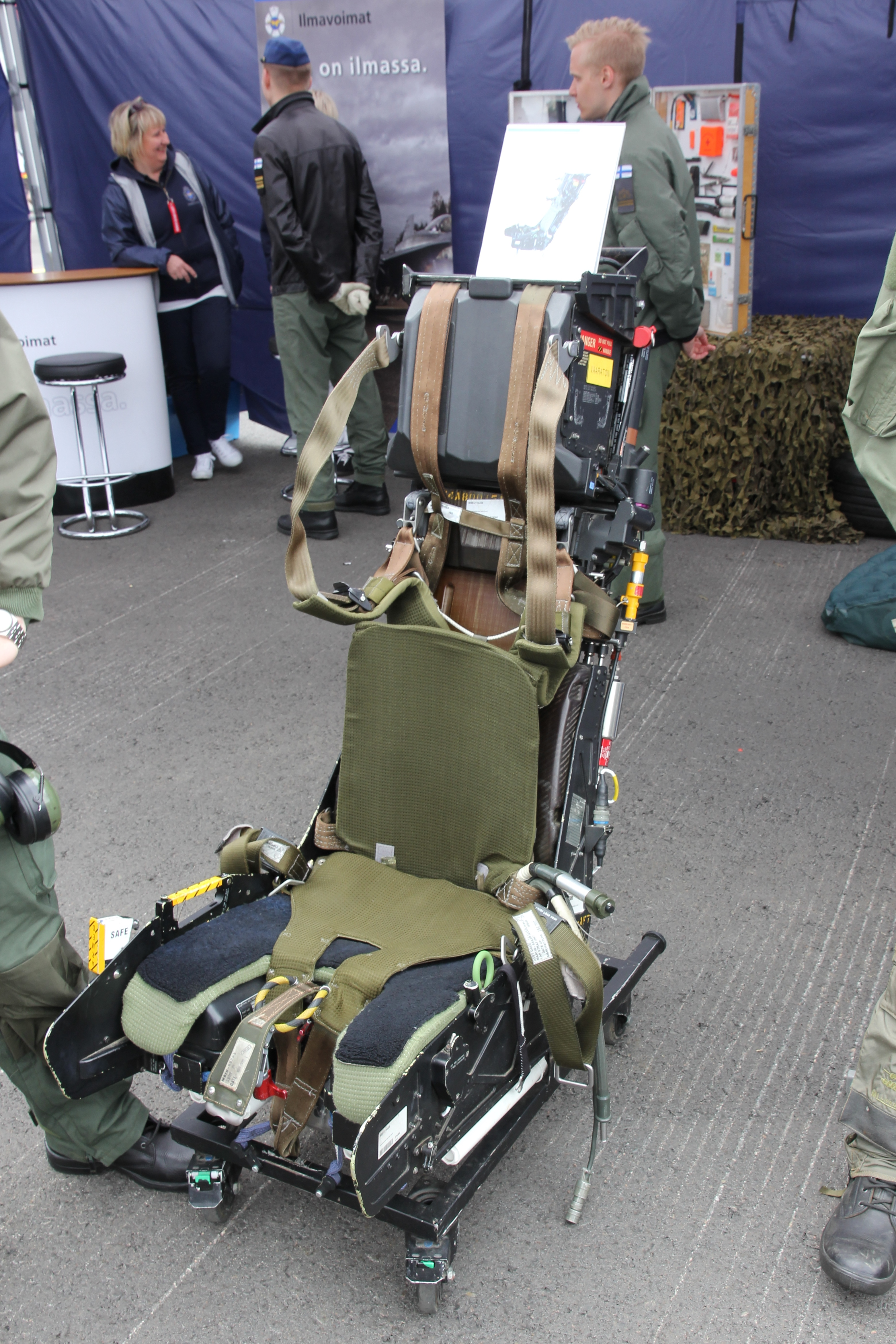
Martin-Baker Mk.14

| Sistema                                                  | País                      | Fabricante                      | Notas                                               |
| -------------------------------------------------------- | ------------------------- | ------------------------------- | --------------------------------------------------- |
| Lenguaje de programación                                 |                           |                                 | Ensamblador                                         |
| Sistema de control de vuelo                              |                           |                                 | Cuádruple FBW digital. Bucle completamente cerrado. |
| CPUs de las computadoras de control de vuelo             | Bandera de Estados Unidos | General Electric                | MCP 701E                                            |
| Auto-GCAS                                                | Bandera de Estados Unidos |                                 | No (intención)                                      |
| TAWS                                                     |                           |                                 | Sí (actualización)                                  |
| ACAS                                                     |                           |                                 | No                                                  |
| Radar                                                    | Bandera de Estados Unidos | Raytheon                        | Modelo AN/APG-73                                    |
| Lenguaje de programación del AN/APG-73                   |                           |                                 | JOVIAL                                              |
| Radar AESA (opción)                                      | Bandera de Estados Unidos | Raytheon                        | Modelo AN/APG-79(V)4 (GaN)                          |
| Sistema ROVER (opción)                                   | Bandera de Estados Unidos |                                 |                                                     |
| Sistema de escape                                        | Bandera del Reino Unido   | Martin-Baker                    | Asiento eyectable modelo Mk.14                      |
| IFF                                                      | Bandera de Estados Unidos | BAE Systems                     | Modelo AN/APX-111                                   |
| Lenguaje de programación del AN/APX-111                  |                           |                                 | Ada                                                 |
| Sistema de advertencia de radar (opción)                 | Bandera de Estados Unidos | Raytheon                        | Modelo AN/ALR-67(V)3                                |
| CPUs del sistema de advertencia de radar opcional        | Bandera de Estados Unidos | Freescale                       | PowerPC G4                                          |
| Pod dispensador de chaff y señuelos infrarrojos (opción) | Bandera de Estados Unidos |                                 | Modelo SUU-42A/A                                    |
| Pod de búsqueda de objetivos (opción)                    | Bandera de Estados Unidos | Lockheed Martin                 | Modelo AN/AAS-38                                    |
| Pod de búsqueda de objetivos (opción)                    | Bandera de Estados Unidos | Raytheon                        | Modelo AN/ASQ-228 ATFLIR                            |
| Pod de búsqueda de objetivos (opción)                    | Bandera de Israel         | Rafael Advanced Defense Systems | Familia LITENING                                    |
| Misil señuelo ADM-141 TALD (opción)                      | Bandera de Estados Unidos | Brunswick Corporation           | Hasta 6                                             |

#### Armamento
| Sistema                                                                | País                                                                  | Fabricante                                   | Notas |
| ---------------------------------------------------------------------- | --------------------------------------------------------------------- | -------------------------------------------- | --- |
| Cañón                                                                  | Bandera de Estados Unidos                                             | General Dynamics General Electric            | M61 Vulcan rotativo de 20 mm |
| Kit de guiado láser Paveway II para bombas de caída libre              | Bandera de Estados Unidos                                             | Lockheed Martin Raytheon Texas Instruments   | |
| Kit de guiado láser Paveway III para bombas de caída libre             | Bandera de Estados Unidos                                             | Raytheon Texas Instruments                   | |
| Kit de guiado GPS/láser Enhanced Paveway II para bombas de caída libre | Bandera de Estados Unidos                                             | Raytheon Lockheed Martin                     | |
| Kit de guiado JDAM para bombas de caída libre                          | Bandera de Estados Unidos                                             | Boeing                                       | |
| Bomba planeadora furtiva AGM-154 Joint Standoff Weapon                 | Bandera de Estados Unidos                                             | Raytheon                                     | |
| Misil antirradiación AGM-88 HARM                                       | Bandera de Estados Unidos                                             | Raytheon                                     | |
| Misil aire-superficie AGM-65 Maverick                                  | Bandera de Estados Unidos                                             | Raytheon                                     | |
| Misil de crucero aire-superficie furtivo AGM-158 JASSM                 | Bandera de Estados Unidos                                             | Lockheed Martin                              | |
| Misil de crucero aire-superficie y antibuque AGM-84H/K SLAM-ER         | Bandera de Estados Unidos                                             | Boeing Defense, Space & Security             | |
| Misil antibuque AGM-84 Harpoon                                         | Bandera de Estados Unidos                                             | Boeing Defense, Space & Security             | |
| Misil aire-aire de corto alcance AIM-9 Sidewinder                      | Bandera de Estados Unidos · Bandera de Finlandia · Bandera de Noruega | Raytheon NAMMO                               | |
| Misil aire-aire de medio alcance AIM-7 Sparrow                         | Bandera de Estados Unidos                                             | Raytheon                                     | |
| Misil aire-aire BVR AIM-120 AMRAAM                                     | Bandera de Estados Unidos · Bandera de Finlandia · Bandera de Noruega | Raytheon NAMMO                               | |
| Kit de conversión a mina naval Quickstrike para bombas de caída libre  | Bandera de Estados Unidos                                             | Sechan                                       | |
| Bomba Mark 82                                                          | Bandera de Estados Unidos                                             | General Dynamics                             | |
| Bomba Mark 83                                                          | Bandera de Estados Unidos                                             | General Dynamics                             | |
| Bomba Mark 84                                                          | Bandera de Estados Unidos                                             | General Dynamics                             | |
| Bomba incendiaria Mark 77                                              | Bandera de Estados Unidos                                             |                                              | |
| Bomba de racimo CBU-78                                                 | Bandera de Estados Unidos                                             | Aerojet Ordnance Company Alliant Techsystems | Prohibida por 112 países |
| Bomba de racimo CBU-87                                                 | Bandera de Estados Unidos                                             | Aerojet General Honeywell                    | Prohibida por 112 países |
| Bomba de racimo CBU-89                                                 | Bandera de Estados Unidos                                             | Aerojet Ordnance Company Alliant Techsystems | Prohibida por 112 países |
| Bomba de racimo CBU-97                                                 | Bandera de Estados Unidos                                             | Textron                                      | Prohibida por 112 países |
| Bomba de racimo CBU-100                                                | Bandera de Estados Unidos                                             | Honeywell                                    | Prohibida por 112 países |
| Bomba nuclear táctica B-61                                             | Bandera de Estados Unidos                                             | DoE                                          | Prohibida por 73 países. Versiones retiradas. Otras versiones disponibles no solo para Estados Unidos, pero también en algunos otros países de la OTAN que poseen F-16, F-35 o Tornado IDS, bajo control estadounidense. |

#### Propulsión
| Sistema                            | País                      | Fabricante       | Notas                        |
| ---------------------------------- | ------------------------- | ---------------- | ---------------------------- |
| Motor                              | Bandera de Estados Unidos | General Electric | 2 × F404-GE-402              |
| Depósito lanzable FPU-8/A (opción) | Bandera de Estados Unidos | Sargent Fletcher | 1 a 3. 1200 litros cada uno. |
| Pod cisterna (opción)              | Bandera de Estados Unidos | Sargent Fletcher |                              |

## Historia operacional
El avión ha acumulado más de 5 millones de horas de vuelo; ha participado en diversos conflictos desde el año 1988; ha descargado millones de kg de bombas sobre objetivos; ha derribado aviones enemigos, registrándose hasta la fecha una única perdida en combate aéreo, durante la operación Tormenta del Desierto, el 17 de enero de 1991, cuando un MiG-25 "Foxbat" iraquí consigue derribar a un F/A-18C de la Armada de los Estados Unidos con un misil R-40, siendo hasta la fecha la única pérdida de un F/A-18 en combate aéreo. Sólo la Armada estadounidense tiene más de 1200 F/A-18 en servicio activo, transformándose en la espina dorsal de sus misiones. Además, ha sido adquirido por fuerzas aéreas de distintos países como Australia, Kuwait, Suiza, Finlandia, Malasia, Canadá y España, en donde se proyectan, por lo menos, 20 años más de vida útil.

### Estados Unidos

#### Entrada en servicio

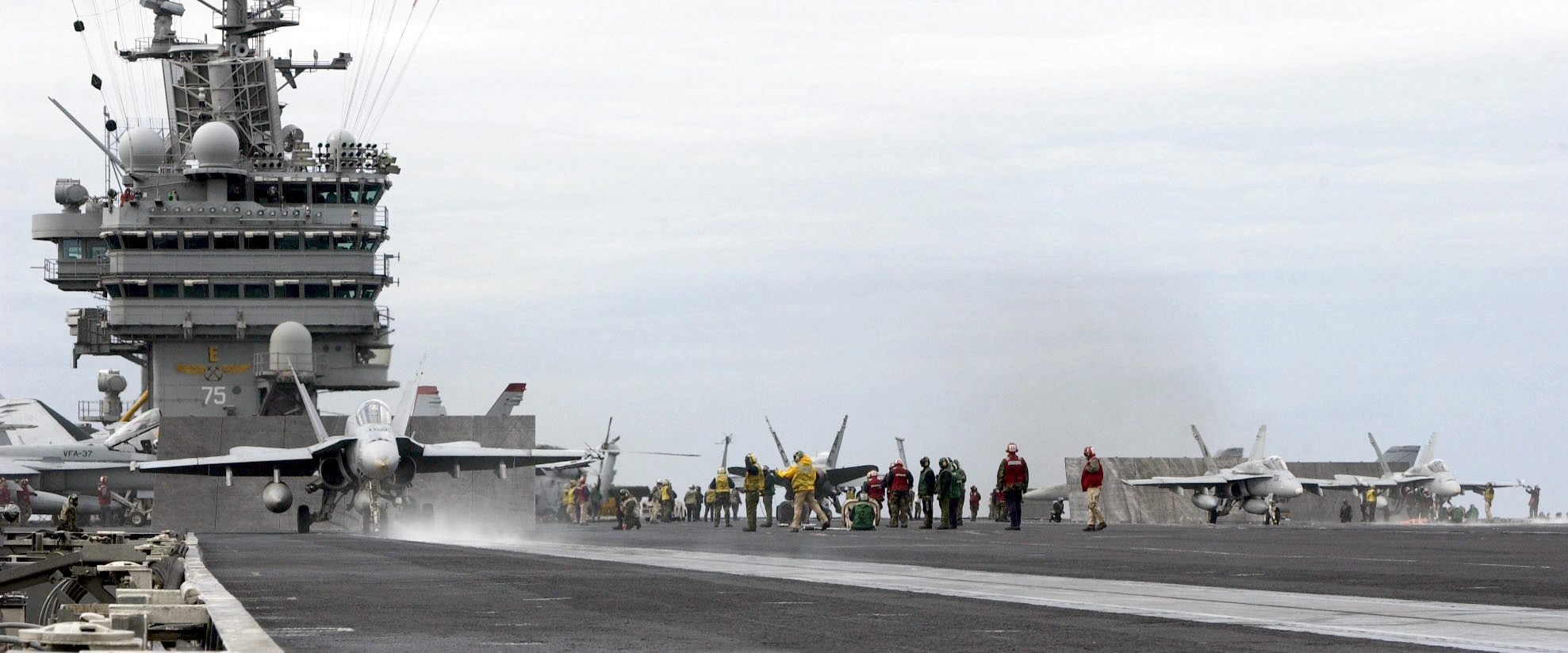
Varios F/A-18 Hornet en la cubierta de vuelo del portaviones estadounidense USS Harry S. Truman (CVN-75).

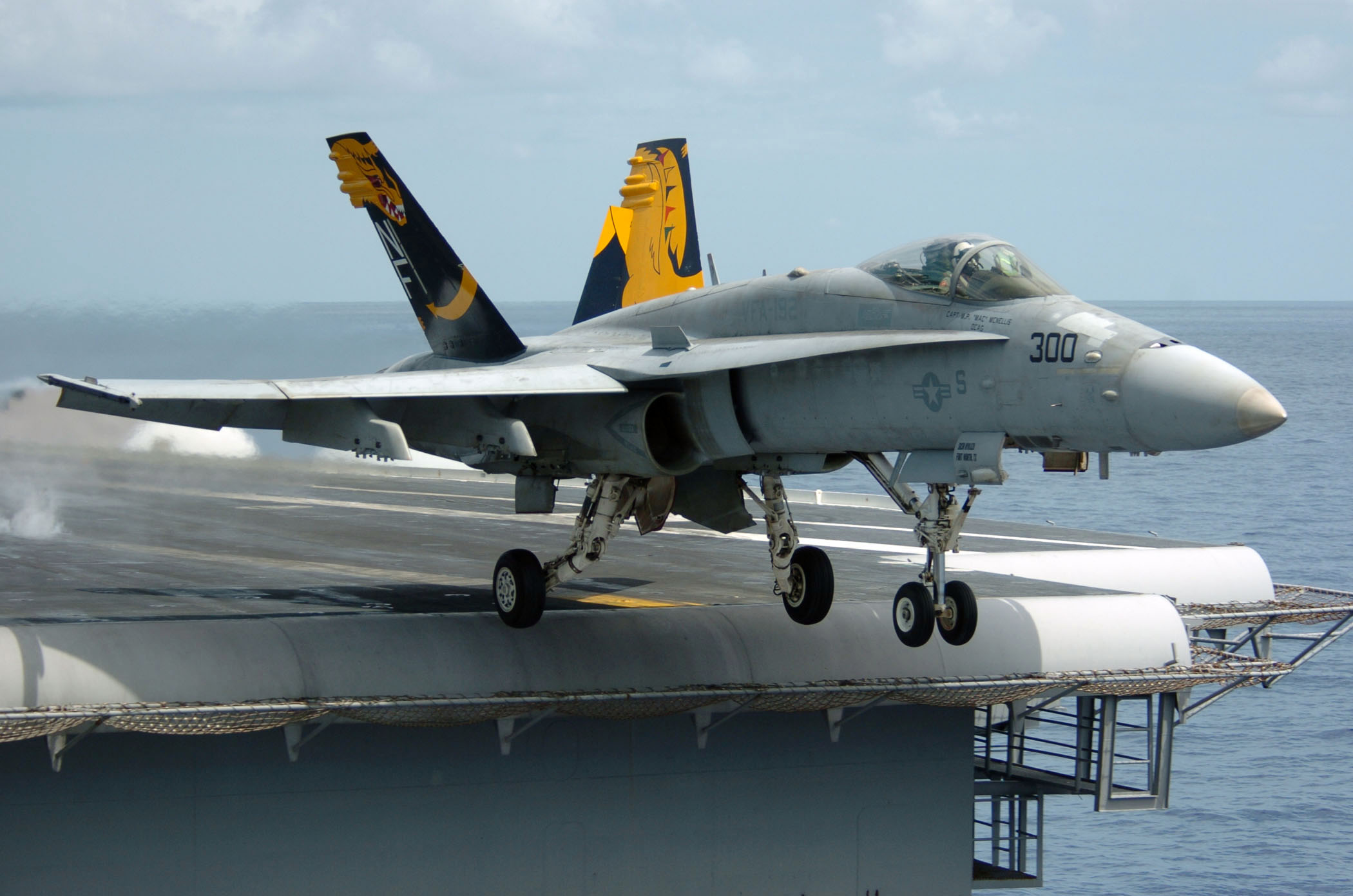
Un F/A-18 despegando del portaviones estadounidense USS Kitty Hawk (CV-63).

McDonnell Douglas entregó el primer F/A-18A el 13 de septiembre de 1978, pintado con los colores blanco y azul y las palabras "Navy" en el costado izquierdo y "Marines" en el derecho. Su primer vuelo fue el 18 de noviembre. Rompiendo la tradición, la Armada encabezó los pruebas con el F/A-18, realizándose la mayoría en la base NAS Pax River, en vez de en un lugar cerca de la fábrica, e incluyendo a los pilotos de pruebas de la Armada en lugar de los del fabricante.
En marzo de 1979, John Padgett se convirtió en el primer piloto de la Armada en volar el F/A-18. En total, se asignaron nueve aparatos monoplaza y dos biplaza para el desarrollo de los sistemas de vuelo.
Tras las pruebas y test operaciones realizados por VX-4 y VX-5, los Hornet empezaron a utilizarse en los escuadrones de entrenamiento VFA-125, VFA-106 y VMFTAT-101. El Hornet entró en servicio operacional con el escuadrón VMFA-314 de los Marines en el buque MCAS El Toro el 7 de enero de 1983, y con el escuadrón VFA-113 de la Armada en marzo de 1983, sustituyendo a F-4 y A7-E respectivamente.
El grupo acrobático Blue Angels de la Armada cambió al F/A-18 Hornet en el año 1986, reemplazando al A-4 Skyhawk. Los Blue Angels realizan sus espectáculos con F/A-18A y B alrededor del mundo. Los pilotos deben tener 1350 horas y certificación de portaviones para ingresar en este equipo. Si bien el modelo biplaza se utiliza para llevar a VIP's, también puede ser utilizado en un espectáculo normal si fuera necesario.

#### En combate
Diversos conflictos y operaciones armadas han sido testigos de la capacidad de combate aéreo y de ataque al suelo del F/A-18, comenzando en 1986, en Libia. A pocos años de su entrada en servicio, el escuadrón VFA-132 "Privateers", con 12 F/A-18A Hornet, operando desde el portaviones USS Coral Sea, que estaba llamado a tomar acciones de castigo en respuesta a atentados recientemente efectuados por terroristas patrocinados por Libia.
En diversos ataques terroristas murieron más de 20 soldados estadounidenses, inmediatamente el Pentágono ordenó el despliegue del ala de caza y ataque VFA-43, para eliminar sistemas de artillería antiaérea y puestos de radar, y atacar diversos objetivos "estratégicos". El F/A-18A, junto con los A-6B Intruder, destruyeron la artillería antiaérea, los sistemas de misiles antiaéreos (SAM) y las instalaciones del aeropuerto militar de Benina. Además, los F/A-18 guiados por las fotos y grabaciones de misiones de reconocimiento, localizaron decenas de aviones MiG-23 "Flogger" de fabricación soviética, destruyéndolos con su cañón de 20 mm, M61A-1 Vulcan, y bombas Mk.82 no guiadas de caída libre. El sistema de defensa antiaérea de Libia y su Fuerza Aérea (por lo menos en cuanto a aviones de caza) quedó inutilizado.
El Hornet demostró nuevamente sus capacidades y su versatilidad durante la Operación Tormenta del Desierto de la guerra del Golfo, derribando cazas enemigos y bombardeando objetivos militares en una misma misión. Además, rompieron todos los récords de capacidades técnicas en disponibilidad, mantenimiento y fiabilidad. La supervivencia del aparato fue probada debido a la gran cantidad de impactos de misiles aire-tierra y proyectiles que les alcanzaron, tras los cuales eran rápidamente reparados y quedaban en condiciones de vuelo al día siguiente. Aun así, la cercanía de los dos motores, en comparación con el F-14 Tomcat, hace que el impacto sobre uno de ellos pueda afectar más fácilmente al otro, lo cual es un inconveniente en aviones navales.

### Australia
En 2001, Australia desplegó 4 cazas en Diego García (Operación Slipper), en una misión de defensa aérea, durante las operaciones de la coalición contra los talibán en Afganistán. En 2003, el 75.º Escuadrón de la RAAF desplegó 14 F/A-18 en Catar, como parte de la contribución australiana a la invasión de Irak de 2003 (Operación Falconer); estos aviones entraron en acción durante la invasión de Irak.

### Canadá

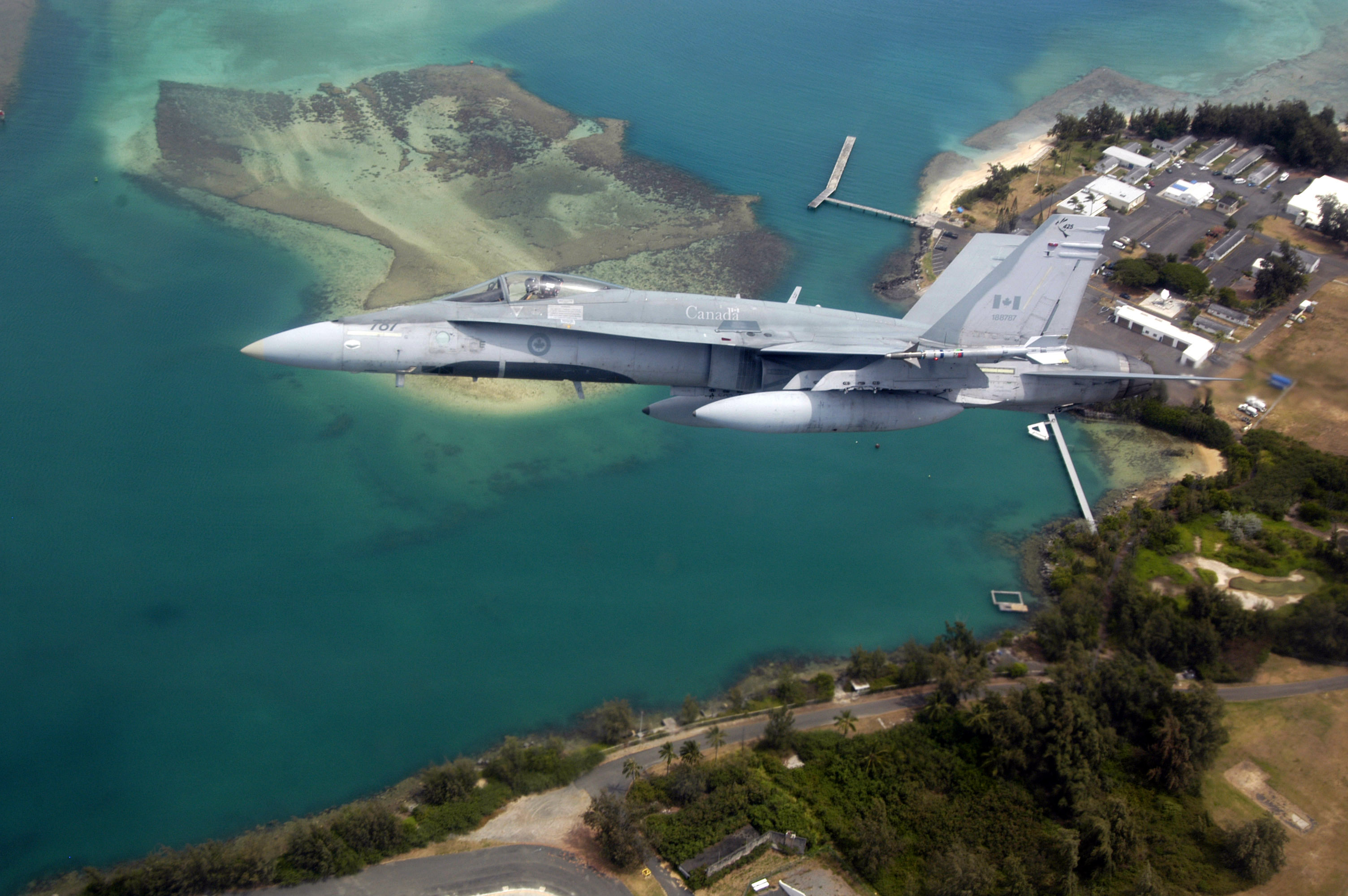
Un CF-18A Hornet canadiense sobre las costas de Hawái. Nótese la "falsa cabina" pintada en la parte inferior, pensada para confundir a los pilotos enemigos durante los dogfights.

El 1991, Canadá envió 26 CF-18 a la guerra del Golfo, con base en Catar. En junio de 1999, 18 CF-18 fueron desplegados en la Base Aérea de Aviano, Italia; estos aviones participaron en misiones aire-tierra y aire-aire en la antigua Yugoslavia.

### España

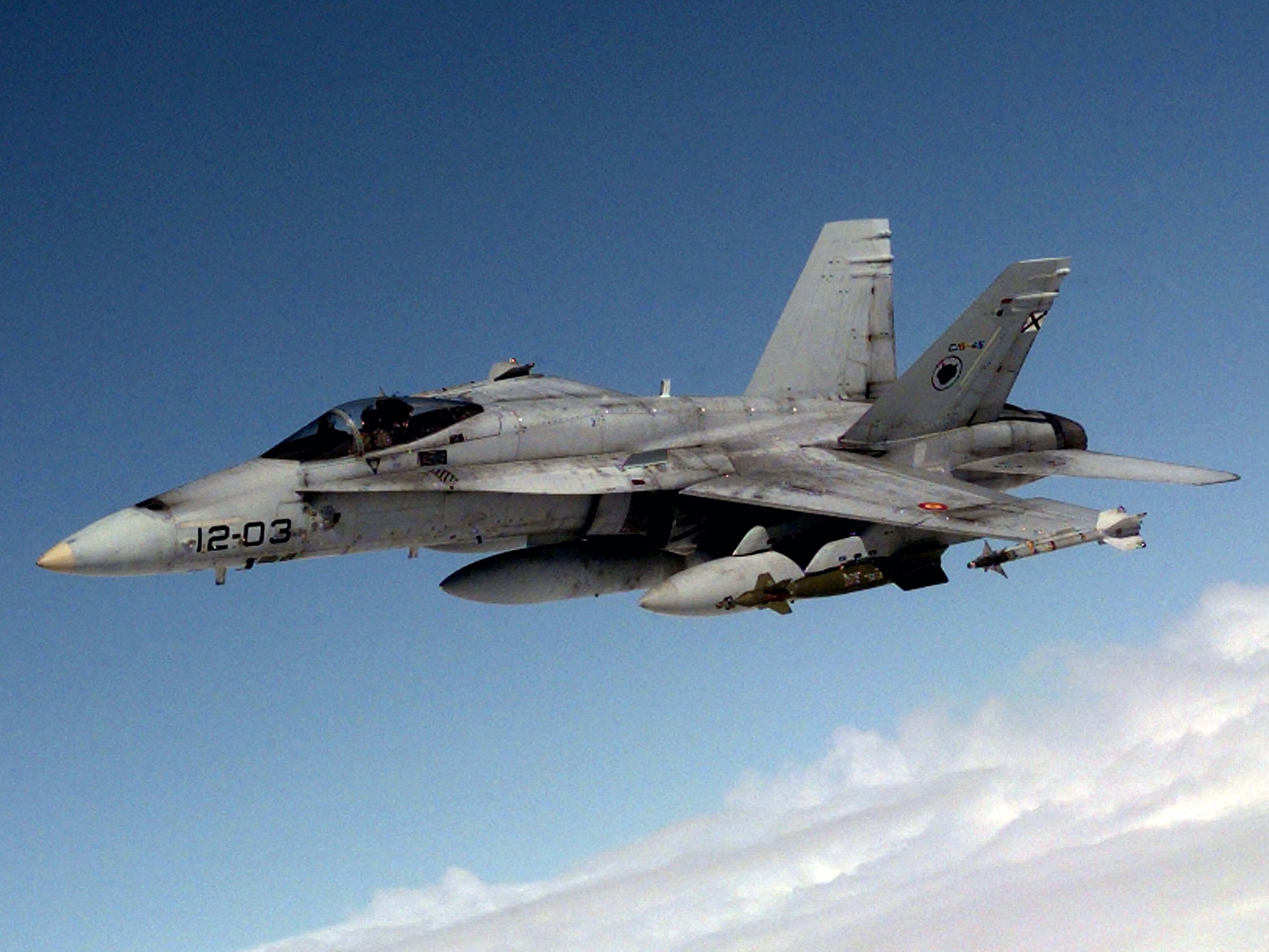
Un EF-18A+ Hornet del Ala 12 del Ejército del Aire de España con dos misiles AIM-9 Sidewinder en los extremos de las alas, dos bombas guiadas por láser GBU-16 Paveway II, y tres depósitos suplementarios de combustible. Foto tomada el 2 de mayo de 1999 durante la Operación Allied Force.

Los Hornet españoles operan como un interceptor todo tiempo el 60% del tiempo, y el restante como un avión de ataque todo tiempo. En caso de guerra, cada uno de los escuadrones de primera línea tomaría un papel principal: el 121 se encarga del apoyo aéreo táctico y las operaciones marítimas; a los 151 y 122 se le asignan las misiones de intercepción y combate aéreo todo tiempo; y el 152 lleva a cabo la supresión de las defensas aéreas enemigas. El reabastecimiento en vuelo se lo proporcionan los KC-130H Hercules y A400. La conversión de los pilotos al EF-18 está centralizada en el Escuadrón 153. La misión del Escuadrón 462 es la defensa aérea de las Islas Canarias, siendo responsable de las misiones de caza y ataque desde la Base Aérea de Gando.
Los EF-18 del Ejército del Aire y del Espacio han realizado misiones de ataque a tierra, supresión de defensas aérea enemigas y patrulla aérea de combate en Bosnia y Kosovo, bajo mando de la OTAN, desde el Destacamento Ícaro en la Base Aérea de Aviano (Italia). Han compartido la base con otros cazas F/A-18 canadienses y de los Marines estadounidenses. El 25 de mayo de 1993 fue el bautismo de fuego para los F-18 españoles. Dos F-18 y cuatro F-16 de la USAF bombardearon posiciones serbobosnias cerca de Sarajevo. Otros dos F-18 participaron en la operación, pero no llegaron a intervenir en combate. A finales de agosto de 1995, los seis F-18 españoles protagonizaron un ataque contra posiciones serbobosnias. Fueron las primeras misiones de combate real del Ejército del Aire desde la campaña de Ifni-Sahara en 1958.
España aportó cuatro aviones a las fuerzas OTAN que patrullaron la zona de exclusión aérea sobre Libia debido a la rebelión en Libia de 2011.

### Finlandia
Uno de los cazas resultó destruido en una colisión en pleno vuelo en 2001. Otro F-18C fue dañado y fue reconstruido en un F-18D, para eso fue comprada la sección delantera de un CF-18B canadiense e incorporada al aparato.

### Suiza
A finales de 2007, el Mando Aéreo de Suiza requirió un programa de extensión de la vida útil para 34 de sus F/A-18. El programa incluye significantes mejoras en aviónica y las computadoras de a bordo para misiones; la instalación de 20 módulos de vigilancia y rastreo de blancos ATFLIR; y 44 equipos de contramedidas electrónicas del modelo AN/ALR-67v3. En octubre de 2008, la flota de F/A-18 Hornet suizos acumuló sus primeras 50 000 horas de vuelo.

## Variantes

### F/A-18A/B

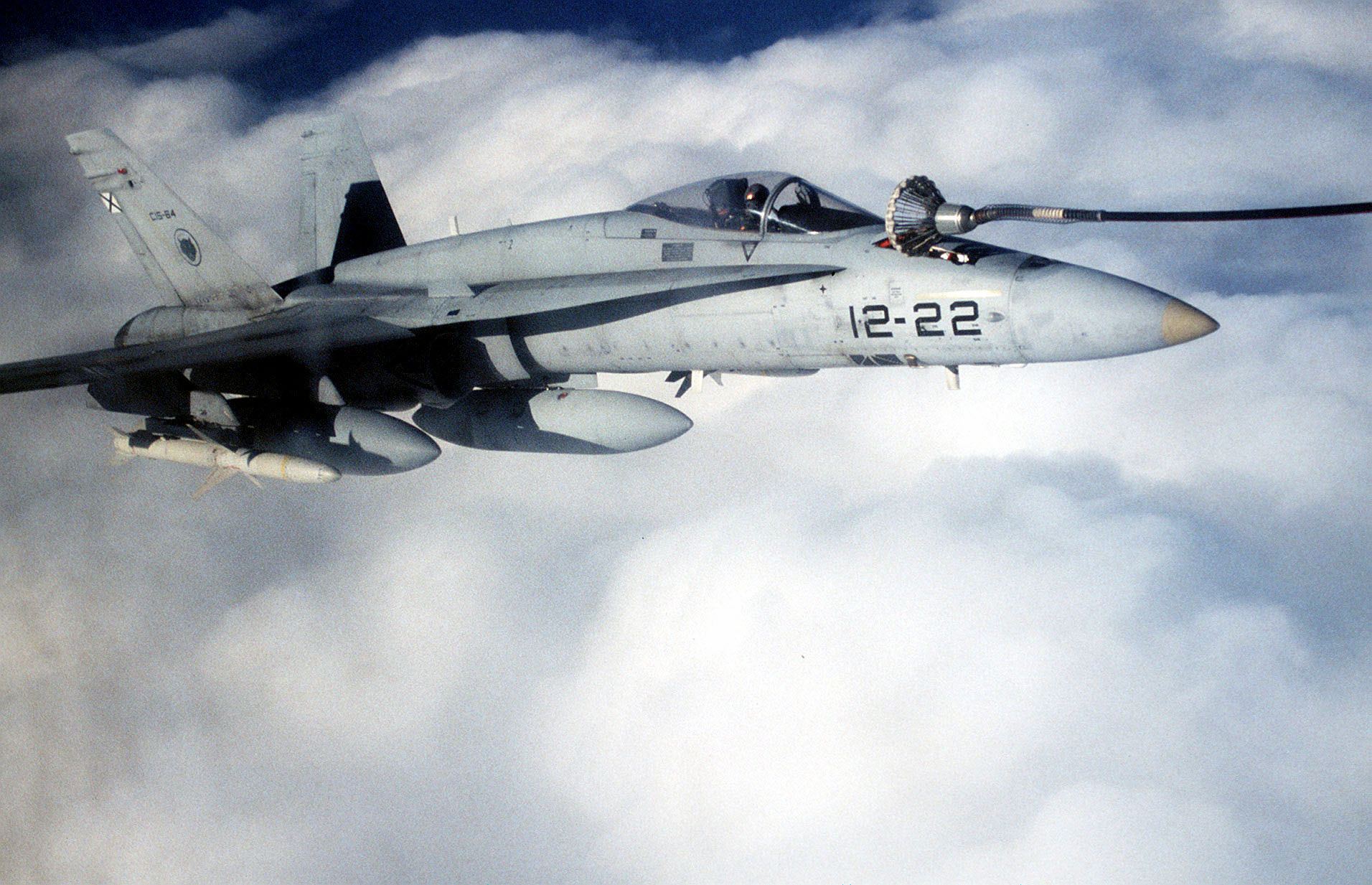
Un F/A-18A+ español carga combustible de un avión cisterna sobre el mar Adriático durante las guerras yugoslavas.

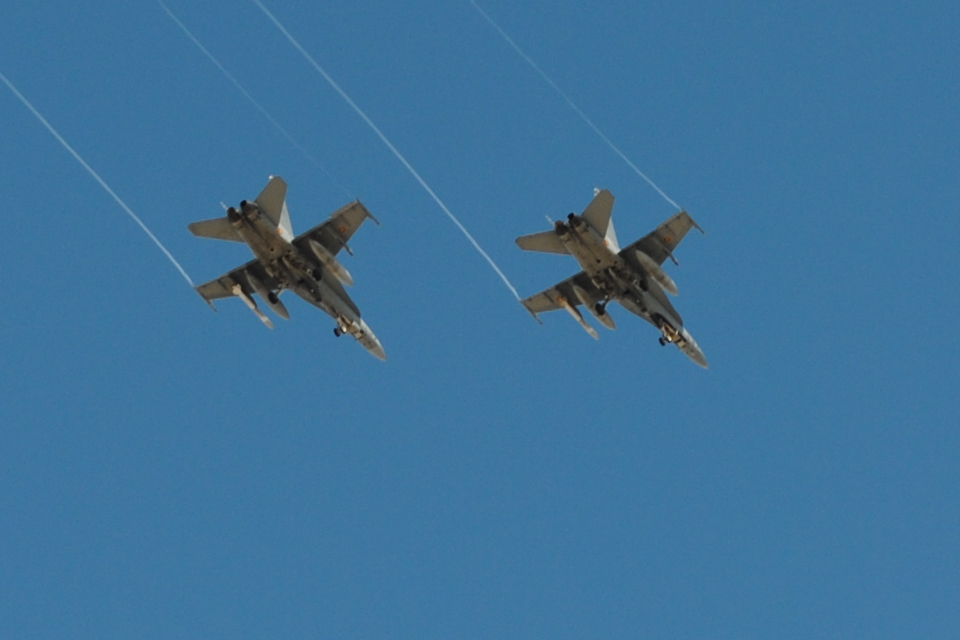
F-18 Hornet del Ala 15 del Ejército del Aire y del Espacio Español aterrizando en la base aérea de Zaragoza, 30 de mayo de 2024.

El F/A-18A fue la primera aeronave en servicio de la familia F-18. Con capacidad para un piloto, contaba con una gran capacidad de armamento e integraba los más modernos sistemas de navegación, radar y control de vuelo de los años 80, perteneciendo a la nueva generación de aviones fly-by-wire (vuelo por cable), es decir, en vez de llevar bombas hidráulicas con sus respectivos sistemas mecánicos (de gran peso) para la actuación de las superficies de control de vuelo, carga un computador central que por impulsos eléctricos corrige constantemente las superficies, haciendo al avión mucho más maniobrable y controlable. Poseía también un potente radar, el Hughes AN/APG-65, con diversas modalidades de búsqueda y detalle, y capaz de captar hasta 10 blancos.
La variante B del avión, inicialmente denominada TF/A-18A, con capacidad para dos pilotos, se usó como avión de transición para pilotos sin experiencia en este modelo; asimismo, conserva todas las capacidades operativas del A.
El F/A-18A+ es el resultado de la primera modernización realizada a los aparatos españoles. Posee un nuevo software de vuelo que modifica parte de las características de vuelo, además de introducir nuevas prestaciones, modos de uso y armamento, como por ejemplo el AIM-120 AMRAAM.

### F/A-18C/D
Los modelos C/D son una mejora de las versiones iniciales A/B, se desarrollaron durante 1987 y se incorporaron al servicio activo en noviembre de 1989. Aunque físicamente son externamente idénticos, incorporan sistemas y electrónica más avanzados, que les permitían usar la última generación de armas disponibles, realizando las misiones en cualquier condición de visibilidad.
La modernización permitió, por ejemplo, incorporar al avión el nuevo misil aire-aire AIM-120 AMRAAM. También adquirieron avanzados programas de cálculo, para incorporar nuevos misiles de ataque, como los AGM-65 Maverick guiados por TV, bombas guiadas por láser GBU, y sistema de posicionamiento global (GPS), diversos sensores de búsqueda y cámaras para reconocimiento. Se añadió, además, la capacidad de operación nocturna y todotiempo, se le instalaron perturbadores de radar y armas para la guerra electrónica. Quizás el cambio más notorio en la cabina de los F/A-18C/D fue el cambio de las tres pantallas multifunción (MFD) monocromas, en donde se mostraban todos los datos del vuelo y del armamento, por otras en color.
Los modelos D son biplaza, con plena capacidad operativa, como en el caso del B, empleados como entrenadores, así como para misiones de ataque y antirradar (SEAD). También se usa como controlador aéreo avanzado, control aéreo táctico y reconocimiento. Para esta última tarea usan un sistema de cámaras (LITENING) junto con un transmisor de información montado en un contenedor en el fuselaje, con el que se proporciona imagen y datos en tiempo real de lo visto desde el aire a las fuerzas de tierra; por ser un contenedor, el LITENING también puede ser usado desde los monoplazas. Su capacidad de combustible está reducida un 6% respecto a las versiones monoplaza, pero mantiene todas las capacidades de combate. Todos los modelos pueden plegar sus alas para facilitar su estacionamiento en los hangares de los portaviones. La tripulación, oficialmente, es definida como un oficial de armas y radar, y un piloto.
Los F/A-18C/D comenzaron a entregarse a la Armada y al Cuerpo de Marines de los Estados Unidos a partir de 1989. Los modelos españoles corresponden a las primeras versiones A/B, pero gracias a las mejoras exigidas en el contrato de compra, tienen capacidades similares a las versiones C/D y se les llama A+/B+, aunque la denominación oficial del Ejército del Aire y del Espacio es C.15.

### F/A-18E/F Super Hornet

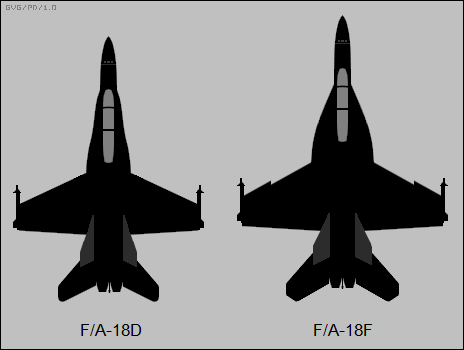
Diferencia de tamaño entre el F/A-18D Hornet y el F/A-18F Super Hornet.

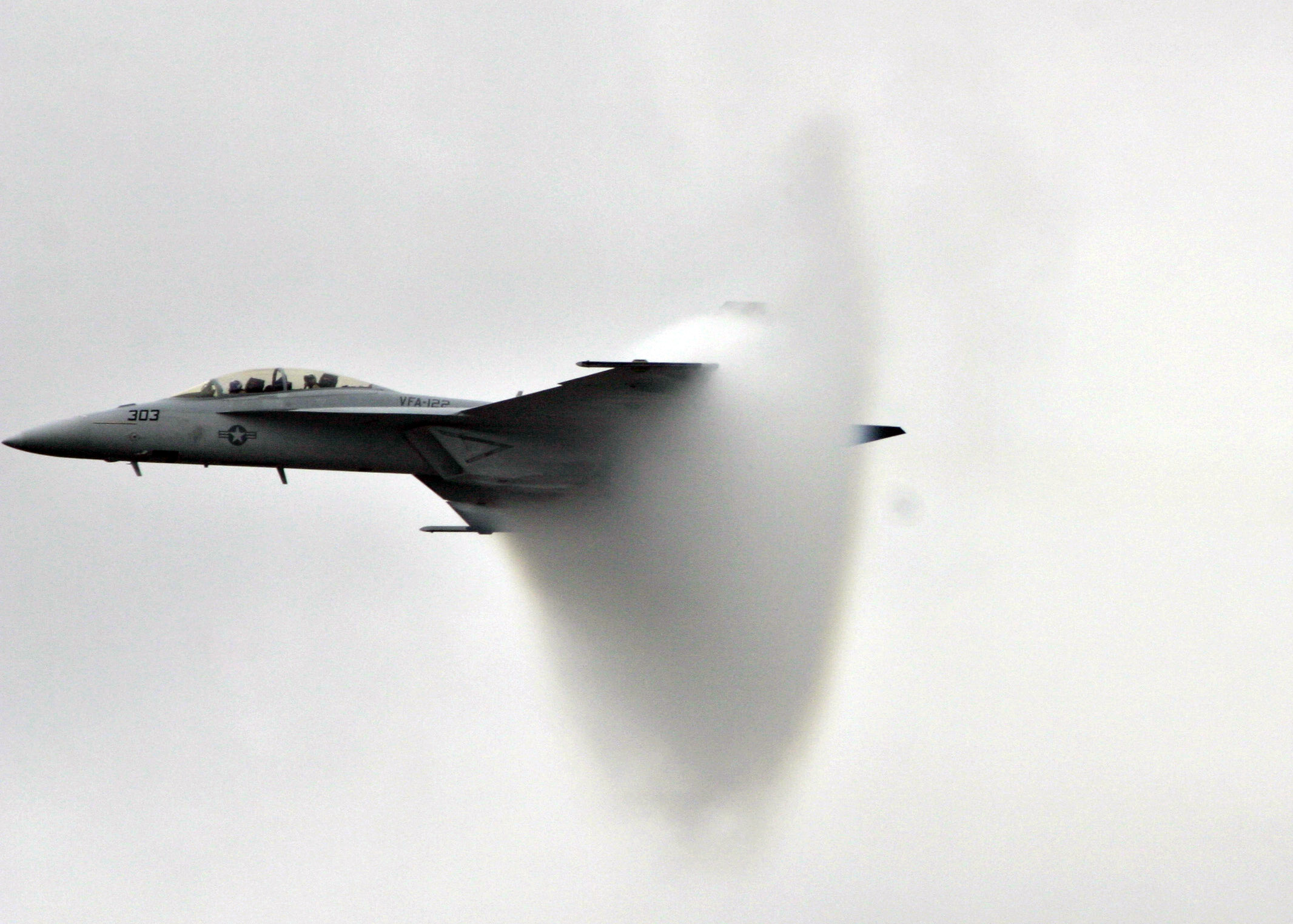
Un F/A-18F Super Hornet rompiendo la barrera del sonido. El disco blanco que se forma es vapor de agua condensándose a consecuencia de la onda de choque. Este fenómeno se conoce como Singularidad de Prandtl-Glauert.

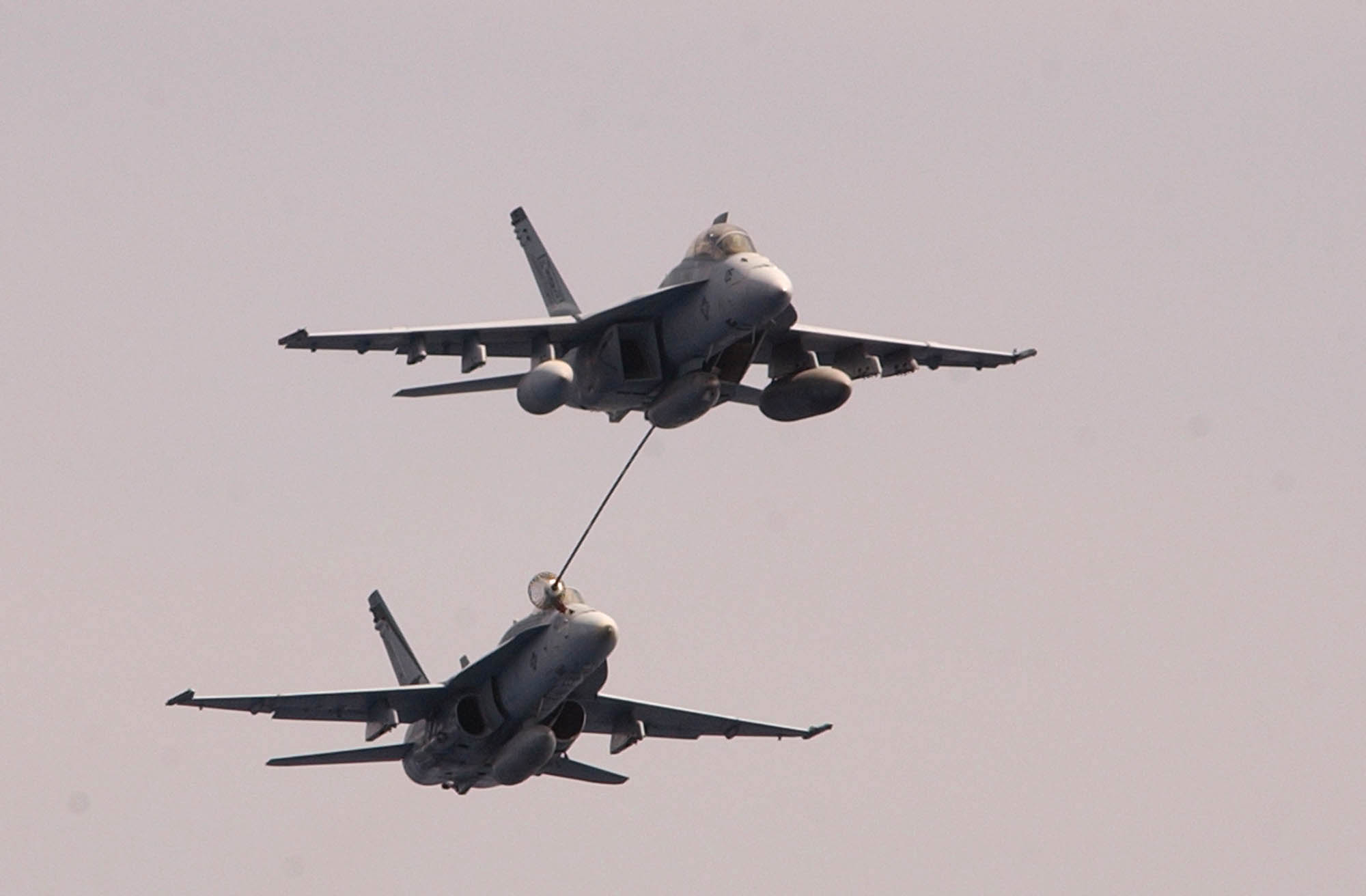
Un F/A-18C Hornet (parte inferior de la imagen) y un F/A-18F Super Hornet realizan una demostración de repostaje en vuelo. Las notorias diferencias de tamaño y forma dan cuenta de algunos cambios de esta nueva versión.

Los nuevos modelos, el monoplaza E y el biplaza F 'Super Hornet', llevan el mismo concepto de diseño y uso que el original F/A-18 Hornet, pero han sido extensamente rediseñados, ya que tienen diversos cambios exteriores en tamaño y capacidad. El Super Hornet tiene un fuselaje más amplio, una superficie alar más extensa que le permite llevar una estación adicional de carga, las extensiones del borde de ataque o LERX (Leeding Edge Root Extensions) más anchas y cortas, estabilizadores horizontales más angulados, junto con unos motores más potentes y una aviónica mejorada aunque similar. Otra de las importantes mejoras es su incremento de capacidad de combustible interno en un 33 %, talón de Aquiles de las versiones anteriores.
La historia de las versiones E/F comienza cuando McDonnell Douglas propuso una versión agrandada del Hornet para sustituir al proyecto cancelado A-12 Avenger II, que era un proyecto carísimo de avión furtivo para la reemplazar a los A-6 Intruder de la Armada y Fuerza Aérea estadounidenses, además por la inminente necesidad de la Aviación Naval de sustituir sus antiguos F-14 Tomcat con ya casi 30 años de servicio, donde ya no eran rentables más variantes modernizadas del modelo (F-14A primer interceptor, F-14B adaptado también como bombardero, F-14D Super Tomcat con nuevos motores y con el radar APG-71 de mayor alcance y capacidad, además de ser compatible con los AIM-7 Sparrow), con esto la flota se quedaba sin un avión interceptor que integrara los avanzados sistemas de armas de los super cazas que empezaban a sonar, como el F-22 Raptor, el rediseñado MiG-29 Fulcrum, el Su-35/37, el Rafale o, el Eurofighter EFA-2000 entre otros.

### Otras variantes estadounidenses

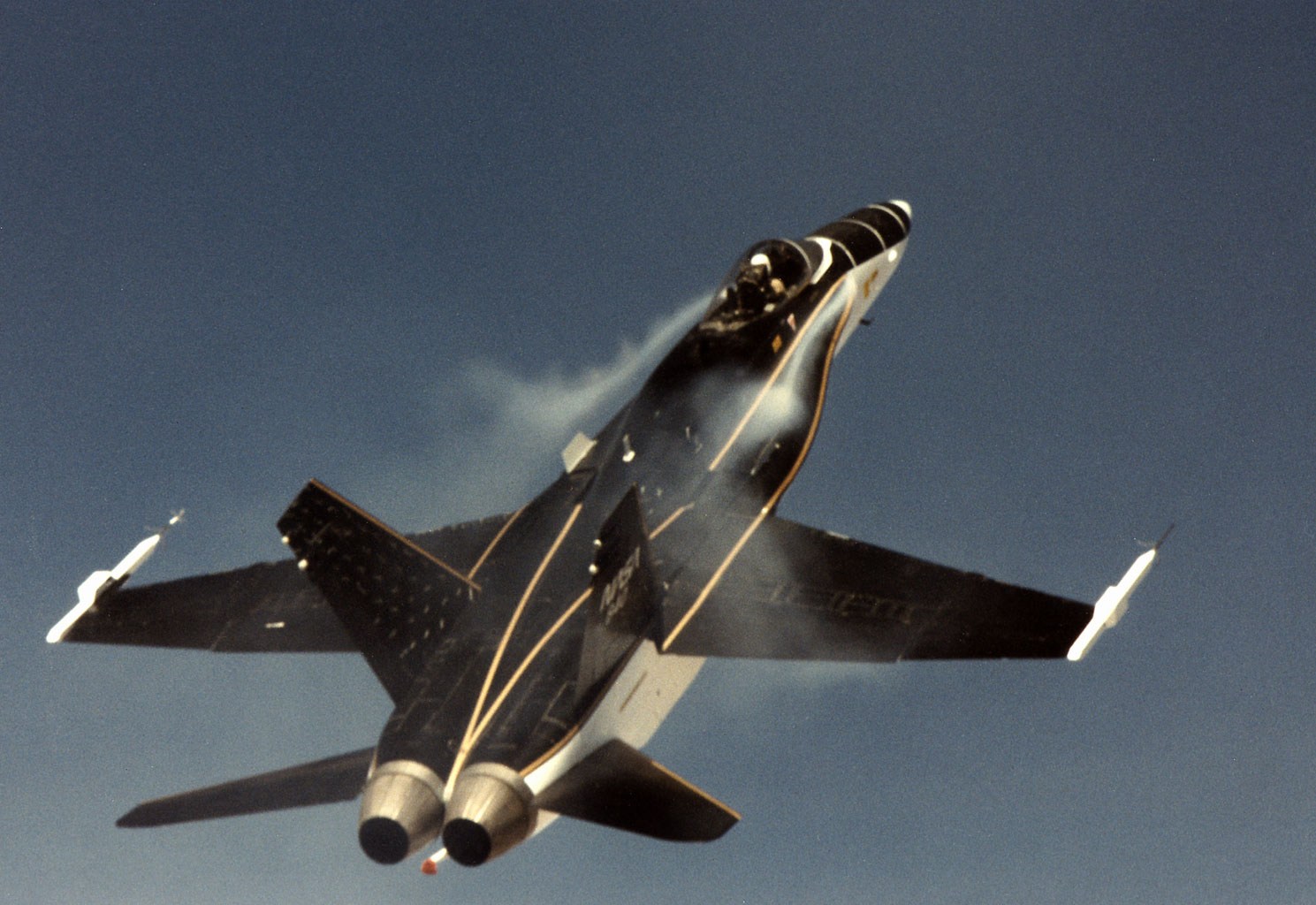
F-18 HARV, un F/A-18 de la NASA.

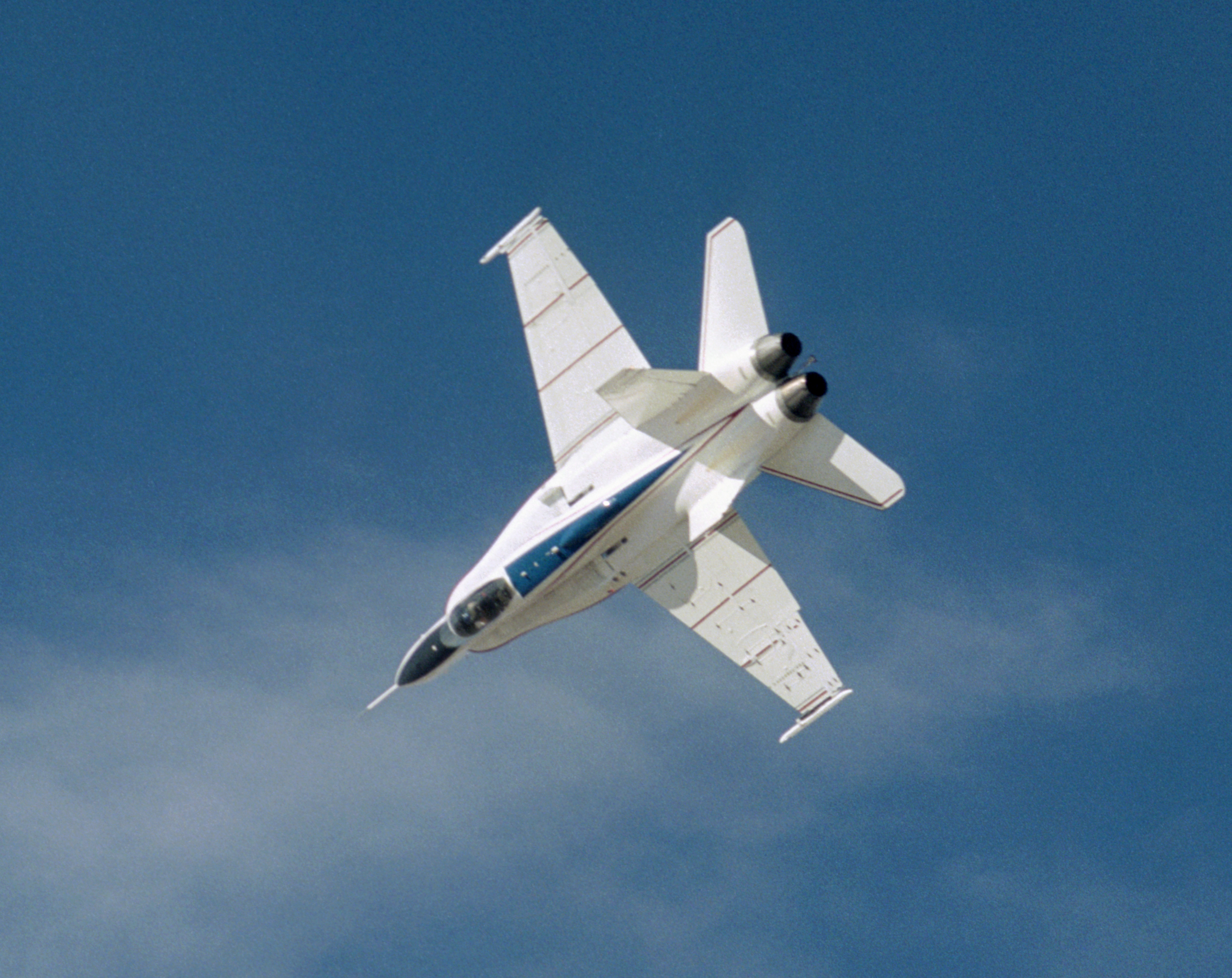
El X-53, F/A-18 modificado por la NASA.

F-18(R)
Esta fue una versión de reconocimiento propuesta del F/A-18A. Incluía un paquete de sensores que reemplazaban al cañón de 20 mm. El primero de los dos prototipos F-18(R) voló por primera vez en agosto de 1984, sin embargo esta versión no entró en producción.
RF-18D
Versión de reconocimiento biplaza propuesta para el Cuerpo de Marines a mediados de los años 80. Diseñada para acarrear una unidad de radar de reconocimiento. Esta configuración fue cancelada después de 1988. Esta capacidad luego fue insertada en los posteriores modelos de la clase F/A-18D(RC).
TF-18A
Versión de entrenamiento biplaza del caza F/A-18A, posteriormente pasó a ser F/A-18B.
F-18 HARV
High Alpha Research Vehicle, versión monoplaza para la NASA.
X-53 Active Aeroelastic Wing
Un F/A-18 de la NASA que ha sido modificado como demostrador de la tecnología Active Aeroelastic Wing, y que fue designado X-53 en diciembre de 2006.

### Variantes de exportación

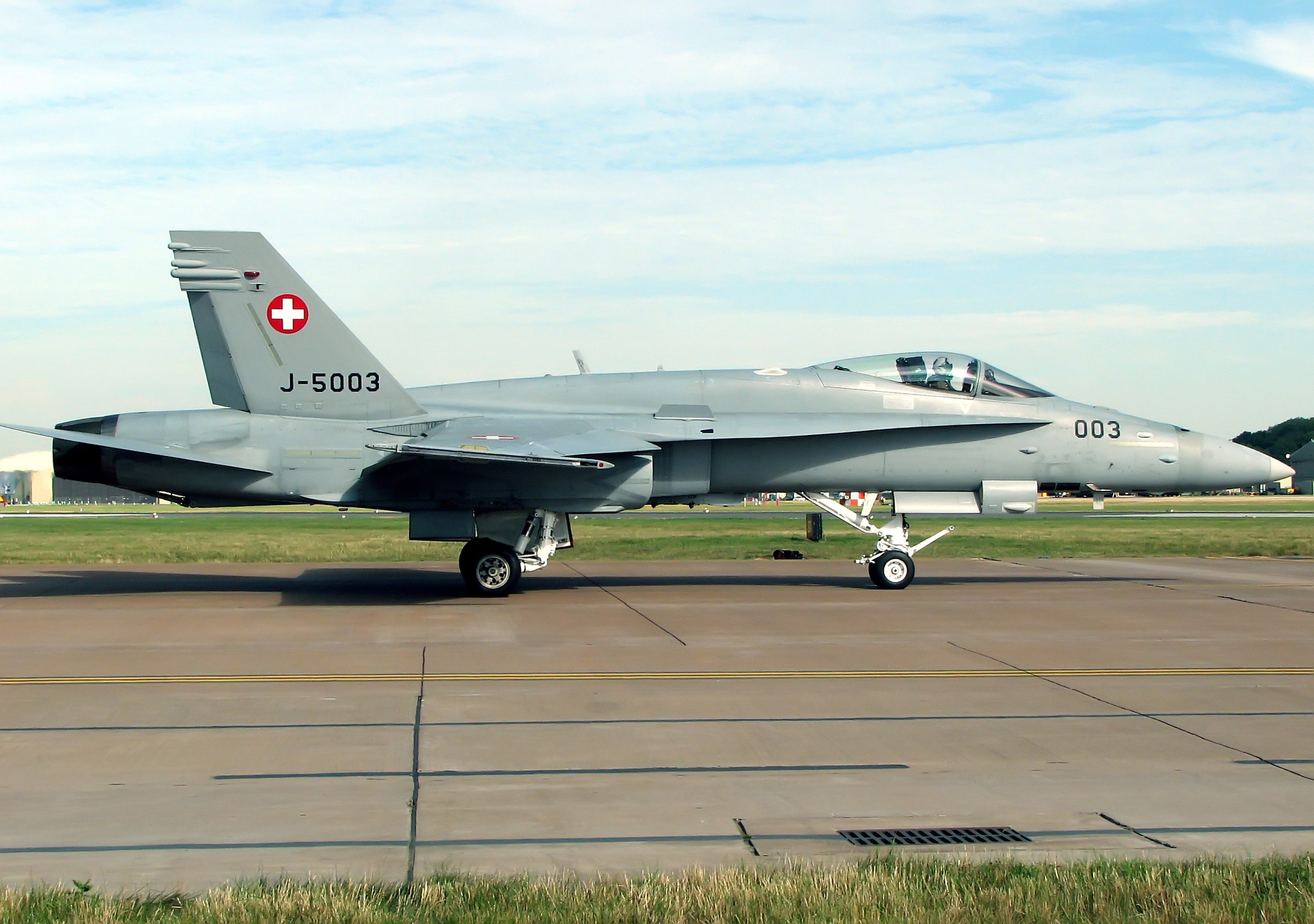
Un F/A-18C de la Fuerza Aérea Suiza.

Estas designaciones no forman parte del sistema de designación de aeronaves de la Fuerzas Armadas de los Estados Unidos.
F-18L
Esta fue una versión más ligera del F/A-18 Hornet para bases terrestres. Fue diseñado para ser un caza de superioridad aérea y avión de ataque a tierra monoplaza. El F-18L era más ligero debido a la eliminación de su capacidad para operar en portaviones. Estaba previsto que fuera ensamblado por Northrop como una versión de exportación del F/A-18 Hornet. A pesar de sus ventajas, los compradores prefirieron el Hornet original, y el F-18L nunca entró en producción.
 (A)F/A-18A/B
(A)F/A-18A
Versión de caza y ataque monoplaza para la Real Fuerza Aérea Australiana.
(A)F/A-18B
Versión de entrenamiento biplaza para la Real Fuerza Aérea Australiana.
La designación original de la compañía fue F/A-18A, y también fueron aplicadas las designaciones de AF-18A y ATF-18A. Fueron ensamblados en Australia (excepto los dos primeros (A)F/A-18B) por Aero-Space Technologies of Australia (ASTA) desde 1985 hasta 1990, a partir de kits producidos por McDonnell Douglas con contenido local incrementado en el último aparato. Originalmente, las diferencias más notables entre un (A)F/A-18A/B australiano y un F/A-18A/B estadounidense era la carencia de un accesorio de catapulta, el reemplazo del gancho de parada para apontajes en portaviones por un gancho más ligero para aterrizajes, y el reemplazo del sistema de apontaje en portaviones automático por un sistema de aterrizaje instrumental (ILS). Los Hornet australianos has pasado por varios programas de actualización. El programa HUG (Hornet UpGrade) ha tenido varias evoluciones durante los años. El primer paso sirvió para mejorar la aviónica de los F/A-18C australianos. Una segunda fase (HUG 2.2) mejoran esta aviónica.
 CF-18 Hornet
CF-18A
Versión de caza y ataque monoplaza para las Fuerzas Canadienses. La designación oficial de las Fuerzas Canadienses es CF-188A Hornet.
CF-18B
Versión de entrenamiento biplaza para las Fuerzas Canadienses. La designación oficial de las Fuerzas Canadienses es CF-188B Hornet.
 EF-18 Hornet
EF-18A
Versión de caza y ataque monoplaza para el Ejército del Aire y del Espacio. La designación del Ejército del Aire y del Espacio es C.15. Se actualizaron por primera vez a la versión EF-18A+ en 1992 y de 2003 a 2013 fueron mejorados localmente por EADS CASA e Indra Sistemas con mejor aviónica, TPAC, presentación de datos, navegación, software y equipo ECM. El radar AN/APG-65 se actualizó a la versión V3 y la aeronave también recibió el receptor de advertencia de radar AL-400 y el detector de emisiones ASQ-600, y fue certificada para operar con Iris-T,  GBU-48 y Taurus. Esta versión se conoce como EF-18M/C.15M.
EF-18B
Versión de entrenamiento biplaza para el Ejército del Aire de España. La designación del Ejército del Aire es CE.15.
 F-18C/D Hornet
- Fuerza Aérea Finlandesa: usa aviones F/A-18C/D Hornet, con una actualización de vida media específica de Finlandia. Los 7 primeros Hornet (modelo D) fueron producidos por McDonnell Douglas.[25] Los 57 aparatos del modelo F-18C monoplaza fueron ensamblados por Patria en Finlandia.[26]

 KAF-18 Hornet
KAF-18C
Versión de caza y ataque monoplaza para la Fuerza Aérea de Kuwait.
KAF-18D
Versión de entrenamiento biplaza para la Fuerza Aérea de Kuwait.
 F-18C/D Hornet
- Fuerza Aérea Suiza: usa aviones F-18C/D,[27] posteriormente modificados con una actualización de vida media específica de Suiza. Los F-18 suizos originalmente no tenían capacidad de ataque a tierra, hasta que fueron equipados con el hardware necesario.

## Operadores

### Actuales

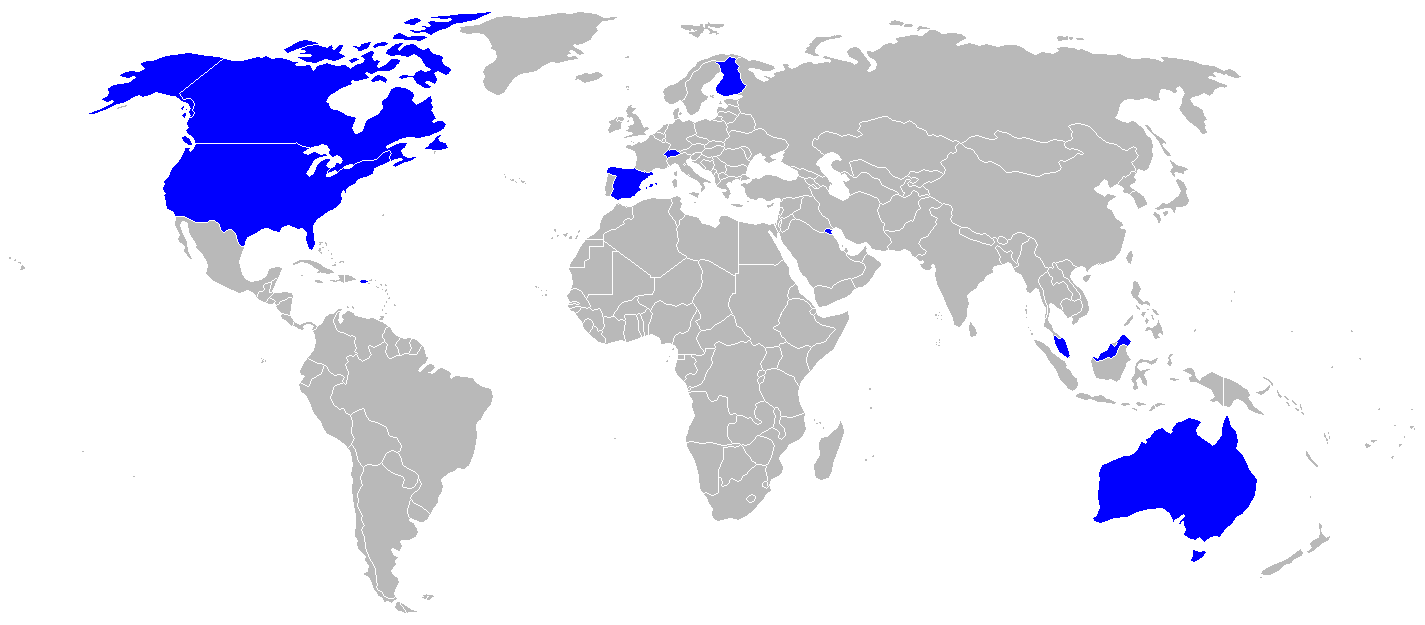
Operadores del F-18.

El F/A-18 Hornet ha sido adquirido por la Armada y el Cuerpo de Marines de Estados Unidos, y ha sido exportado a las fuerzas aéreas de otros siete países.
| País           | Operador                                | N.º adquiridos | N.º en servicio (aprox., 8-2009) |
| -------------- | --------------------------------------- | -------------- | -------------------------------- |
| Australia      | Real Fuerza Aérea Australiana           | 139            | 112                              |
| Canadá         | Real Fuerza Aérea Canadiense            | 138            | 100                              |
| España         | Ejército del Aire y del Espacio         | 96             | 84                               |
| Estados Unidos | Armada de los Estados Unidos            |                | 409                              |
| Estados Unidos | Cuerpo de Marines de los Estados Unidos |                | 230                              |
| Finlandia      | Fuerza Aérea Finlandesa                 | 64             | 62                               |
| Kuwait         | Fuerza Aérea de Kuwait                  | 40             | 39                               |
| Malasia        | Real Fuerza Aérea Malaya                | 8              | 8                                |
| Suiza          | Fuerza Aérea Suiza                      | 34             | 32                               |

#### Australia

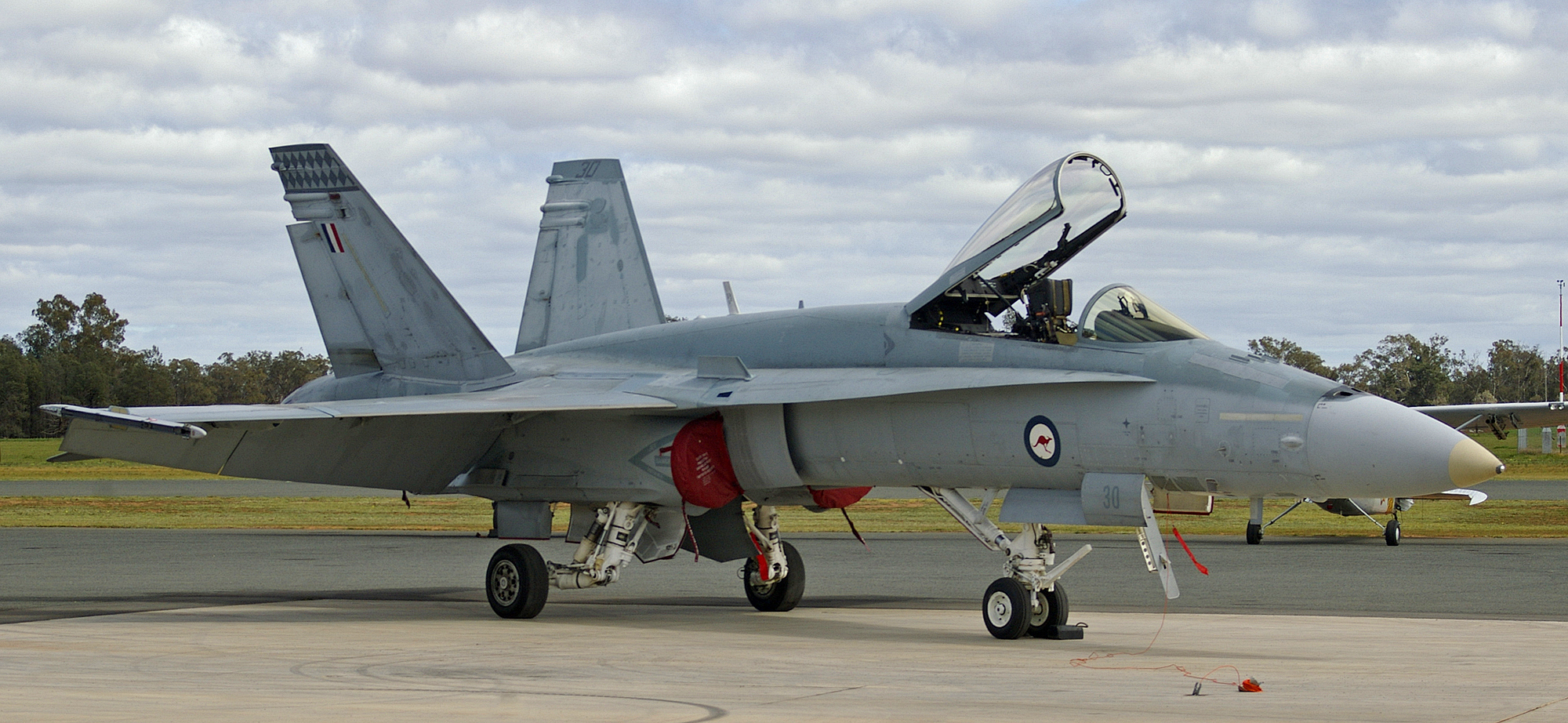
F/A-18A, numeral A21-30, de la fuerza aérea australiana en Temora.

La Real Fuerza Aérea Australiana (RAAF) adquirió 139 cazabombarderos F/A-18A y 18 entrenadores biplaza F/A-18B. El primer F/A-18 fue entregado a la RAAF el 29 de octubre de 1984. Estaba previsto que esta flota sea retirada en torno a 2015, siendo reemplazada por el F-35 Lightning II.
Las tres opciones que fueron consideradas para reemplazar a los cazas Mirage III de la RAAF fueron el F-15A Eagle, el F-16 Falcon y el entonces nuevo F/A-18 Hornet. El F-15 fue descartado porque la versión ofrecida no tenía capacidad de ataque a tierra. El F-16 fue considerado inapropiado, principalmente por ser monomotor. En consecuencia, Australia firmó el contrato de adquisición del F/A-18 en octubre de 1981. Los dos primeros aviones fueron producidos en Estados Unidos, mientras que los restantes fueron ensamblados en Australia en las instalaciones de Government Aircraft Factories. Las entregas de los aviones tuvieron lugar entre febrero de 1985 y mayo de 1990. Los aviones australianos tenían varias diferencias con los de la Armada de los Estados Unidos: eliminación del sistema de enganche de catapulta en la rueda del morro; una radio de alta frecuencia extra; un sistema de análisis de fatiga australiano; un grabador de vídeo y voz mejorado; y el uso del ILS/VOR (Instrument Landing System/Very High Frequency Omnidirectional Range) en lugar del sistema de apontaje.
- La Real Fuerza Aérea Australiana tenía 48 F/A-18A y 16 F/A-18B operativos a finales de 2008.[32]
  - No. 3 Squadron RAAF.
  - No. 75 Squadron RAAF.
  - No. 77 Squadron RAAF.
  - No. 2 Operational Conversion Unit RAAF.
  - Aircraft Research and Development Unit.

Con la llegada del F-35, los australianos vendieron sus F-18. Australia acordó vender 25 a Canadá en 2017 para complementar los CF-18 Hornet de la Real Fuerza Aérea Canadiense como solución temporal. Air USA, compañía privada de entrenamiento de agresor, negoció quedarse con los 46 F-18 Hornet restantes.

#### Canadá

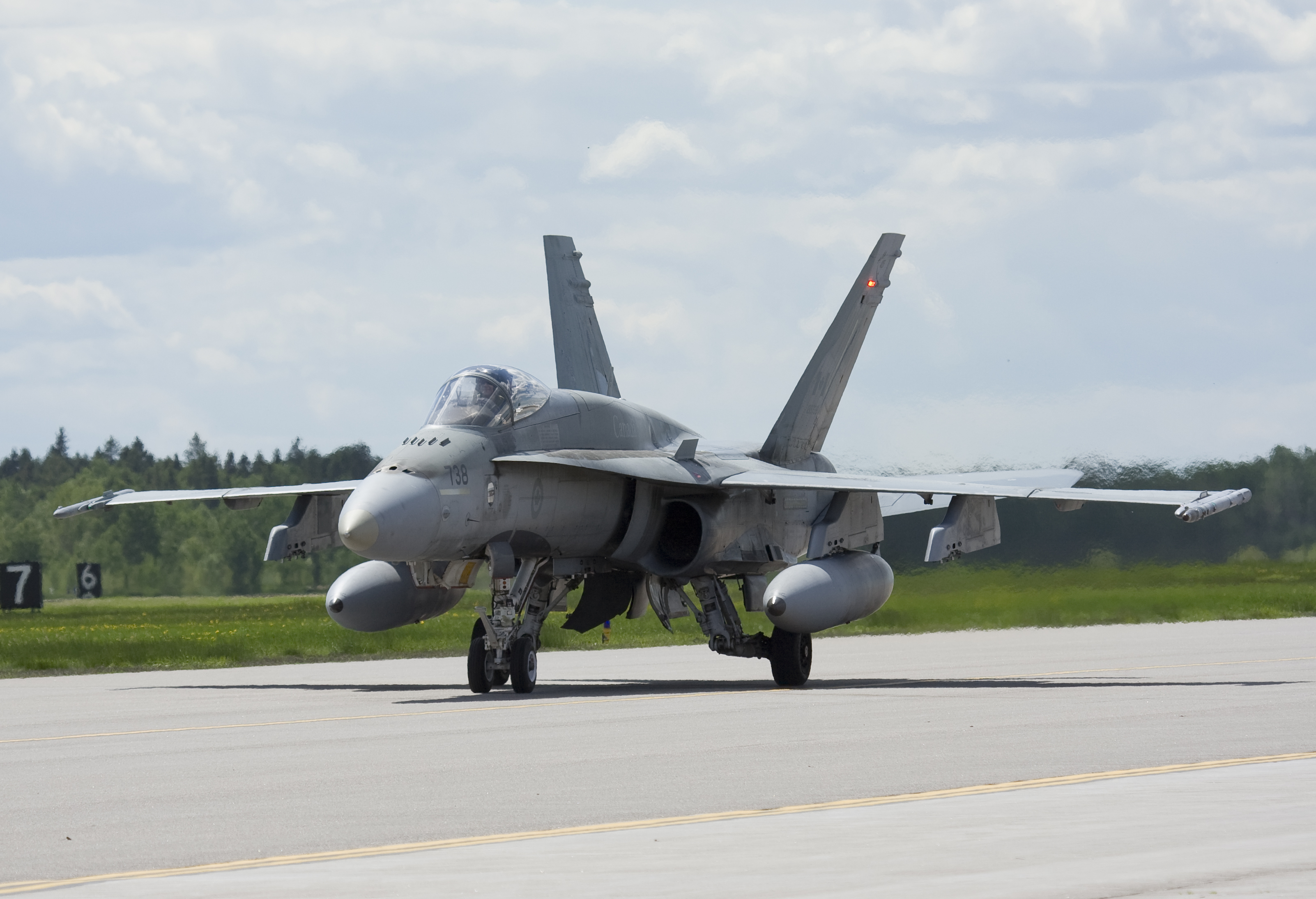
Un CF-18A Hornet canadiense modernizado.

Canadá fue el primer cliente de exportación del Hornet, en las Fuerzas Canadienses el CF-18 reemplazó al CF-104 Starfighter (reconocimiento aéreo y ataque), al CF-101 Voodoo (intercepción aérea) y al CF-116 Freedom Fighter (ataque a tierra). El Mando Aéreo de las Fuerzas Canadienses encargó 98 ejemplares del modelo A (designación canadiense CF-188A/CF-18A) y 40 del modelo B (designación CF-188B/CF-18B).
Los CF-18 estaban siendo sometidos a un programa de actualización estructural y de aviónica para ampliar su período de servicio hasta el año 2020, mejorando los CF-18A y CF-18B al estándar F/A-18C y D. Un total de 80 CF-18, formados por 62 modelos monoplaza y 18 biplaza fueron seleccionados de la flota para el programa de actualización. En el año 2003, Canadá disponía de 123 Hornet en servicio, con 15 aviones perdidos.
Canadá tenía 70 CF-188A y 30 CF-188B en servicio a finales de 2008.

#### España

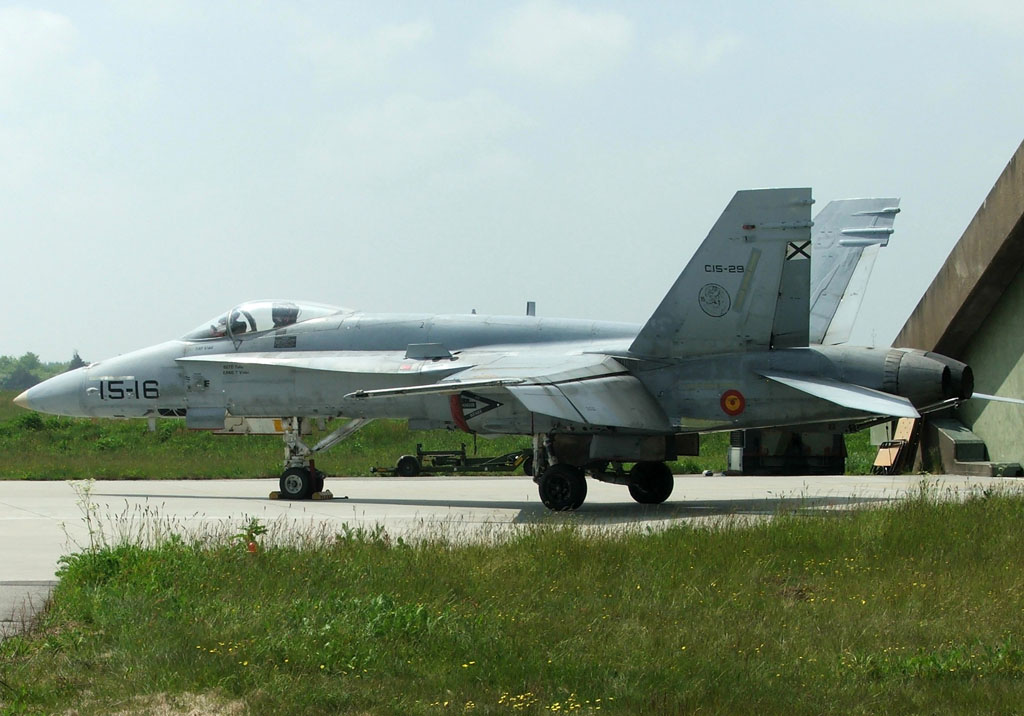
Un EF-18A Hornet del Ejército del Aire de España en la Base Aérea de Skrydstrup, Dinamarca.

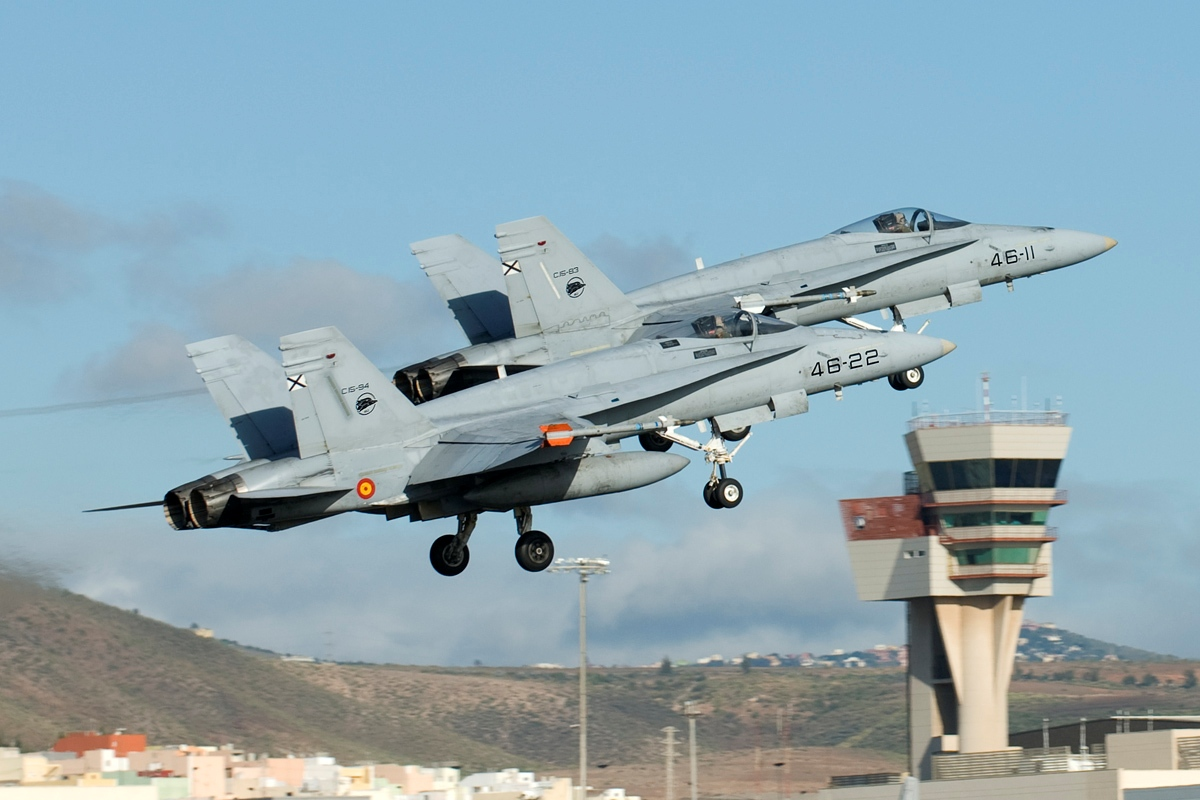
Despegue de dos F/A-18A+ del Ala 46 del Ejército del Aire de España en la Base Aérea de Gando, Gran Canaria, en febrero de 2008.

El Ejército del Aire y del Espacio de España encargó 60 aviones del modelo EF-18A y 12 del EF-18B (la «E» hace referencia a «España»), designados como C.15 y CE.15 respectivamente por el Ejército del Aire. Las entregas de la versión española comenzaron el 22 de noviembre de 1985. Estos cazas fueron actualizados al nivel F-18A+/B+, cercano al F/A-18C/D. La versión Plus incluye ordenadores de misión y armamento, conjunto de almacenamiento y buses de datos más modernos, nuevo cableado, modificaciones de los pilones y del software, y nuevas capacidades como los pods de búsqueda de blancos FLIR AN/AAS-38B NITE Hawk.
En 1995, España recibió 24 F/A-18A Hornet procedentes de la Armada de los Estados Unidos, con opción a seis más. Fueron entregados entre diciembre de 1995 y diciembre de 1999 y designados C.15A por el Ejército del Aire. Antes de su entrega, fueron modificados a la versión EF-18A+. Fue la primera venta de cazas Hornet excedentes de la Armada estadounidense.
- Ala 12, Base Aérea de Torrejón de Ardoz (Madrid). Esta unidad tuvo asignados un total de 30 EF-18A y 6 EF-18B, 3 de los monoplaza se han perdido en accidentes. Están distribuidos entre los siguientes escuadrones:
  - Escuadrón 121.
  - Escuadrón 122.
- Ala 15, Base Aérea de Zaragoza (Zaragoza). Esta unidad tuvo asignados un total de 30 EF-18A y 6 EF-18B, 5 de los monoplaza se han perdido en accidentes. Están distribuidos entre los siguientes escuadrones:
  - Escuadrón 151.
  - Escuadrón 152.
  - Escuadrón 153.
- Ala 46, Base Aérea de Gando (Las Palmas). Esta unidad tuvo asignados un total de 24 F/A-18A excedentes de la Armada de los Estados Unidos, 3 de ellos se han perdido en accidentes y 1 fue retirado por daños. A finales de 2021, el Gobierno aprobó la compra de 20 nuevos cazas Eurofighter para sustituir a los F-18 de Canarias.[36][37] Están distribuidos en un único escuadrón.[38][39]
  - Escuadrón 462.

De los 96 Hornet que ha recibido el Ejército del Aire, 72 EF-18 y 24 F/A-18A, quedan operativos 85 aviones, 65 EF-18 y 20 F/A-18A. Se han perdido en accidente 2 EF-18A del Ala 12, 5 EF-18A del Ala 15 y 3 F/A-18A del Ala 46, además 1 F/A-18A del Ala 46 que sufrió daños estructurales fue cedido a EADS CASA.

#### Estados Unidos

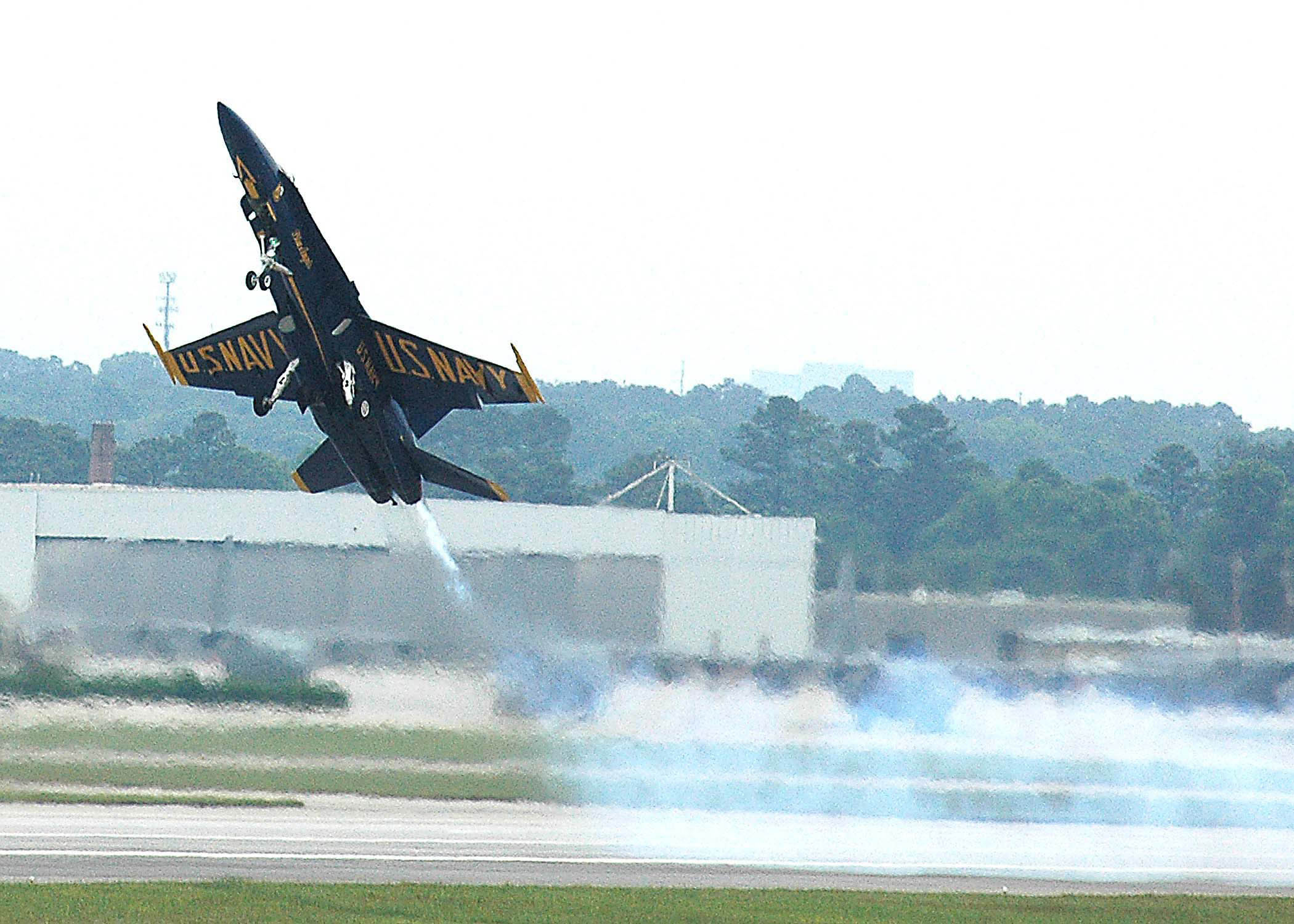
F/A-18 de la patrulla acrobática Blue Angels de la Marina Estadounidense.

- La Armada de los Estados Unidos tenía 341 F/A-18A/C y 68 F/A-18B/D en servicio a finales de 2008.[41]
- El Cuerpo de Marines de los Estados Unidos tenía 132 F/A-18A/C y 98 F/A-18B/D en servicio a finales de 2008.[42]
- La NASA dispone de 4 aparatos obtenidos de la Armada de los Estados Unidos.[43]

#### Finlandia

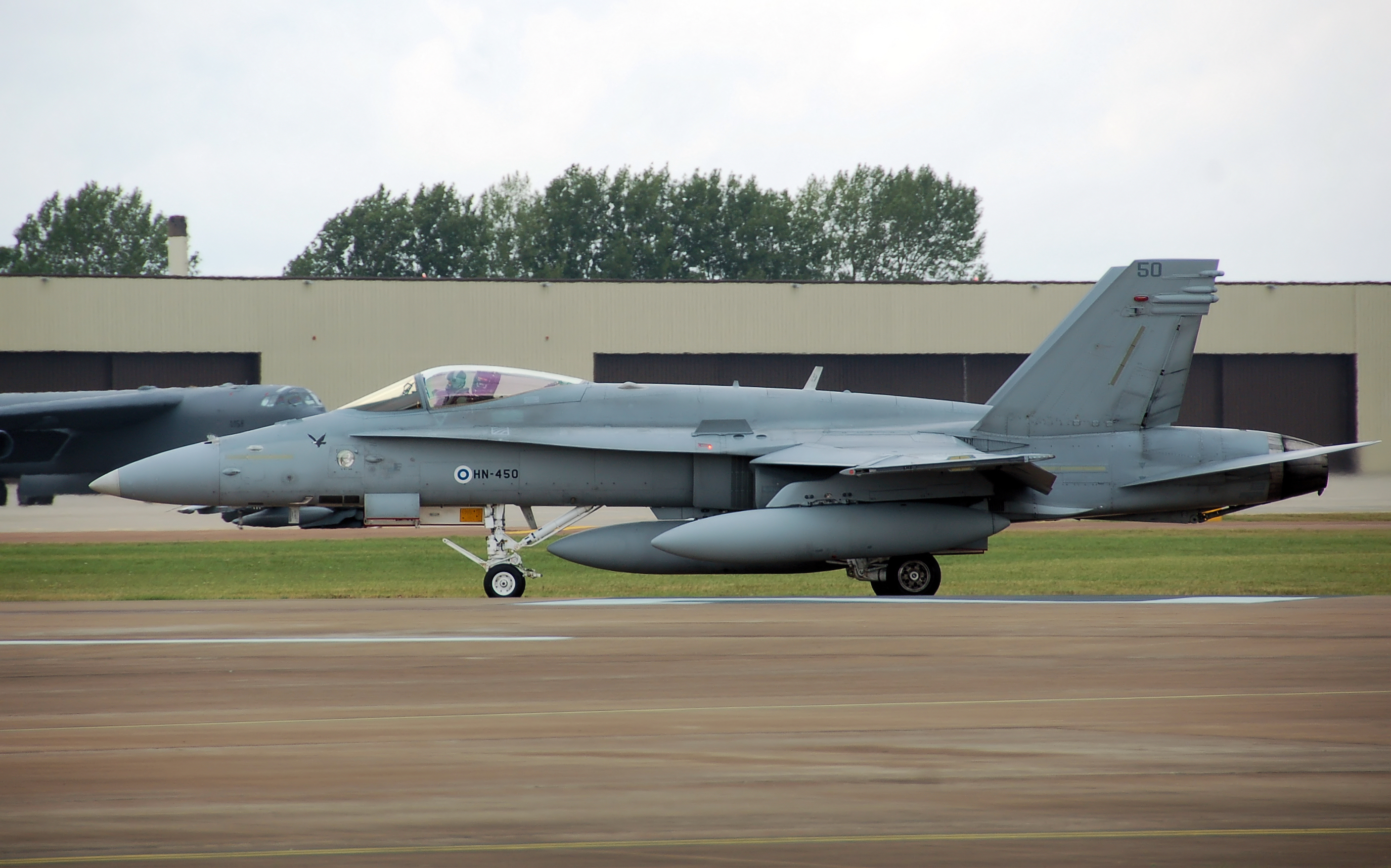
Un F-18C Hornet de la Fuerza Aérea Finlandesa en el RIAT de 2009.

La Fuerza Aérea Finlandesa adquirió 64 F-18C/D Hornet. Las entregas comenzaron el 7 de junio de 1995. El Hornet reemplazó a los MiG-21bis y Saab 35 Draken en el servicio finés.
El F-18C finlandés incluye el pod de contramedidas electrónicas ASPJ (Airborne-Self-Protection-Jammer) ALQ-165, que había sido cancelado en los pedidos originales de la Armada de los Estados Unidos, el mismo que después fue incluido en el Super Hornet (F-18E/F). Inicialmente , los Hornet de Finlandia solamente iban a ser usados para defensa aérea, de ahí su designación F-18.
Finlandia está actualizando su flota de F-18 con nueva aviónica, como el sistema de mira montada en casco (HMS), nuevas pantallas de cabina, sensores y enlace de datos estándar OTAN. Varios de los 63 Hornet restantes van a ser equipados para portar armamento aire-tierra como el AGM-154C JSOW, de manera que retornarán a la configuración polivalente F/A-18 original. La actualización incluye también la obtención e integración de los nuevos misiles aire-aire AIM-9X Sidewinder y AIM-120C-7 AMRAAM. Esta actualización de vida media o MLU (Mid-Life Upgrade) se estima que tendrá un coste de entre 1000 y 1600 millones de euros, y el trabajo estaba previsto que estuviera finalizado por el año 2015. Después de las actualizaciones, los planes son que continuará en servicio hasta 2020-2025.
- La Fuerza Aérea Finlandesa tenía 55 F-18C y 7 F-18D en servicio a finales de 2008.[46]
  - Karelian Air Command.
  - Lapland Air Command.
  - Satakunta Air Command.

#### Kuwait
La Fuerza Aérea de Kuwait compró 40 F/A-18C y F/A-18D Hornet. Estos cazas fueron pedidos antes de la invasión iraquí de Kuwait de agosto de 1990. Las entregas de los Hornet a este país comenzaron el 8 de octubre de 1991, y reemplazaron a los A-4KU Skyhawk.
La Fuerza Aérea de Kuwait tenía 39 F/A-18C y F/A-18D Hornet en servicio a finales de 2008 encuadrados:
- Noveno escuadrón de caza y ataque.[49]
- Vigésimo quinto escuadrón de caza y ataque.[49]

Cuando los 40 nuevos F/A-18E/F Super Hornet empiecen a sustituir a los F-18 kuwaitíes, se cree que estos serán vendidos. Son aviones en buen estado y con relativamente pocas horas.

#### Malasia
La Real Fuerza Aérea de Malasia (Tentera Udara Diraja Malaysia) tiene ocho F/A-18D. La fuerza aérea dividió sus compras entre F/A-18 y Mikoyan MiG-29.
- La Real Fuerza Aérea Malaya tenía 8 F/A-18D en servicio a finales de 2008.[52]
  - 18 Squadron.[53]

#### Suiza

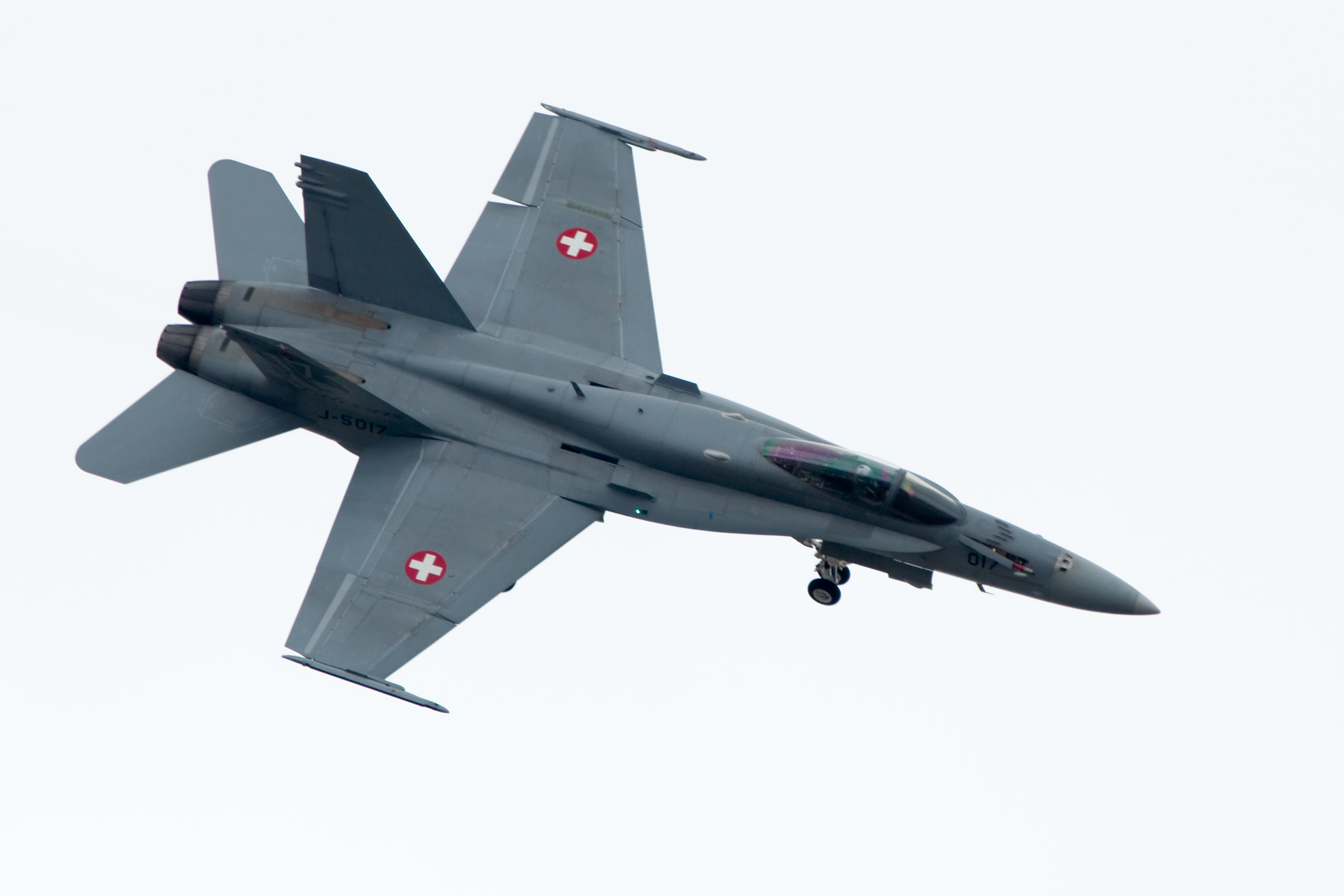
F/A-18 suizo en la exhibición aérea de ILA en 2010.

- La Fuerza Aérea Suiza tenía 25 F/A-18C y 5 F/A-18D en servicio a finales de 2016.[54]
  - Fliegerstaffel 11.[55]
  - Fliegerstaffel 17.[55]
  - Fliegerstaffel 18.[55]

### Ventas frustradas
Hubo una serie de países interesados en comprar el F-18 y que no llegaron a ningún acuerdo específico, Austria, República Checa, Ecuador, Hungría, Filipinas, Polonia, y Singapur, que evaluaron el Hornet, pero no llegaron a realizar ningún pedido por diferentes causas.
Tailandia encargó cuatro Hornet modelo C y otros cuatro modelo D, pero la crisis financiera asiática de finales de los años 90 provocó que el pedido fuera cancelado. Esos Hornet, que estaban en producción, fueron adquiridos por el Departamento de Defensa de los Estados Unidos para el Cuerpo de Marines.
Las versiones F/A-18A y F-18L compitieron en un contrato para la adquisición de un avión de caza por parte de Grecia en los años 80, pero finalmente el Gobierno griego decidió adquirir General Dynamics F-16 Fighting Falcon y Mirage 2000.

## Accidentes
- El 13 de junio de 2008, un F/A-18C Hornet colisionó con un F-5F Tiger II sobre la zona desértica del norte de Nevada, falleciendo su piloto. Los dos tripulantes del F-5 resultaron heridos, pero utilizaron sus paracaídas sin problemas.[59]
- El 8 de diciembre de 2008, un F/A-18D se estrelló en un área poblada de San Diego (California), mientras se aproximaba a la Estación Aérea del Cuerpo de Marines de Miramar, matando a cuatro personas en el impacto contra las casas.[60] El piloto pudo abandonar previamente el aparato usando el asiento eyectable; el oficial de sistemas de armas no iba en el avión en ese momento.[61][62]
- El 20 de mayo de 2023, un EF-18M del Ala 15 que realizaba una exhibición aérea privada en la Base Aérea de Zaragoza se estrelló por causas que todavía no han trascendido. El aparato cayó en terreno de la misma Base Aérea, y afortunadamente no hubo que lamentar víctimas mortales. El piloto consiguió eyectarse a tiempo para salvar su vida, a pesar de las lesiones que aquello conllevó.[63][64]
- El 24 de agosto de 2023, un F/A-18D que volaba en una misión de entrenamiento, se estrelló cerca de la Estación Aérea del Cuerpo de Marines de Miramar. El piloto murió en el accidente.[65]
- El 4 de octubre de 2024, un F-18 del Ejército del Aire y del Espacio de España destinado en el Ala 12 sufrió un accidente cerca de Peralejos (Teruel), a eso de las 13:00 de la tarde, acabando con la vida del teniente coronel que lo pilotaba. [66]

## Especificaciones (F/A-18C/D)
Referencia datos: U.S. Navy fact file, Aerospaceweb

### Características generales
- Tripulación: 

  - F/A-18C: Uno (piloto)
  - F/A-18D: Dos (piloto y oficial de sistemas de armas)
- Longitud: 17,1 m (56,1 ft)
- Envergadura: 12,3 m (con misiles Sidewinder en las puntas alares)
- Altura: 4,7 m (15,4 ft)
- Superficie alar: 38 m² (409 ft²)
- Perfil alar: NACA 65A005 mod en raíz, 65A003.5 mod en punta
- Peso vacío: 11 200 kg (24 684,8 lb)
- Peso cargado: 16 850 kg (37 137,4 lb)
- Peso máximo al despegue: 23 400 kg (51 573,6 lb)
- Planta motriz: 2× turbofán General Electric F404-GE-402.
  - Empuje normal: 48,9 kN (4986 kgf; 10 993 lbf) de empuje cada uno.
  - Empuje con postquemador: 79 kN (8056 kgf; 17 760 lbf) de empuje cada uno.

### Rendimiento
- Velocidad máxima operativa (Vno): 1915 km/h (1190 MPH; 1034 kt) (Mach 1.8) a 12 192 m de altitud
- Radio de acción: 740 km en misión hi-lo-lo-hi
- Alcance en ferry: 3330 km
- Techo de vuelo: 15 240 m (50 000 ft)
- Régimen de ascenso: 254 m/s (50 000 ft/min)
- Carga alar: 454,1 kg/m² (93 lb/ft²)
- Empuje/peso: 0,95M61 Vulcan.

### Armamento
- Cañones: 1× M61 Vulcan de calibre 20 mm en la parte superior del morro, con 578 proyectiles
- Puntos de anclaje: 9 (2× en los extremos de las alas, 4× bajo las alas, y 3× bajo el fuselaje) con una capacidad de 6.215 kg, para cargar una combinación de:  
  - Bombas: 

    - JDAM
    - Bombas guiadas por láser de la serie Paveway
    - Bombas de propósito general de la serie Mk 80
    - CBU-87
    - CBU-89
    - CBU-97
    - Mk 20 Rockeye II
    - Bombas nucleares B61/Mk57[68]

  - Cohetes: 

    - Hydra 70 de 70 mm
    - Zuni de 127 mm

  - Misiles: 

    - Misiles aire-aire:
      - 4× AIM-9 Sidewinder o 4× AIM-132 ASRAAM o 4× IRIS-T (EF-18A/B) o 4× AIM-120 AMRAAM, y
      - 2× AIM-7 Sparrow o 2× AIM-120 AMRAAM adicionales

    - Misiles aire-superficie:
      - AGM-65 Maverick
      - Standoff Land Attack Missile (SLAM-ER)
      - AGM-88 HARM misil antirradar (ARM)
      - AGM-154 Joint Standoff Weapon (JSOW)
      - Taurus KEPD 350 (misil de crucero)

    - Misiles antibuque:
      - AGM-84 Harpoon

  - Otros: 

    - Contenedor SUU-42A/A dispensador de bengalas y chaff
    - Contenedor de contramedidas electrónicas
    - Contenedor de designación de blancos AN/AAS-38 Nite Hawk, reemplazado por el AN/ASQ-228 ATFLIR (Armada de Estados Unidos), o LITENING
    - Hasta 3× tanques de combustible externos Sargent Fletcher de 330 galones para vuelo en ferry o misiones de largo alcance.

### Aviónica
- Radar Hughes APG-73
- Antena ROVER (Remotely Operated Video Enhanced Receiver)
- Sistema de navegación inercial
- Sistema de posicionamiento global (GPS)
- Dos ordenadores de misión
- Pantalla de visualización frontal (HUD)
- Sistema de aterrizaje omnidireccional de muy alta frecuencia (VHF)
- Pantallas multifunción CRT

## Aeronaves relacionadas

### Desarrollos relacionados
- Northrop YF-17
- McDonnell Douglas CF-18 Hornet
- EF-18 Hornet
- Boeing F/A-18E/F Super Hornet
- Boeing EA-18G Growler
- High Alpha Research Vehicle
- Boeing X-53 Active Aeroelastic Wing

### Aeronaves similares
- Chengdu J-10
- General Dynamics F-16 Fighting Falcon
- Dassault Rafale
- Eurofighter Typhoon
- Mikoyan MiG-29K

### Secuencias de designación
- Secuencia P_ (interna de Northrop): P530 - P600 - P610 - P630/F-18L
- Secuencia F-_ (Cazas estadounidenses, 1962-presente): ← F-15/E/J/STOL/MTD - F-16/XL/VISTA - F-17 - F-18A/B/E/F/G - F-20 - F-21 - F-22/YF-22/FB-22 →
- Secuencia A-_ (Aviones de Ataque estadounidenses, serie no secuencial, 1962-presente): A-16 - F/A-16 - F/A-18/E/F/G - F/A-22 - A-26 - A-29 →
- Secuencia A_ (Aeronaves de la RAAF (Serie Tres, Serie Conjunta, 1964-presente)): ← A18 Nomad - A19 CT/4 - A20 707 - A21 Hornet - A22/N22 Ecureuil - A23 PC-9 - N24 Seahawk →
- Secuencia B.Kh_ (Cazas de la Real Fuerza Aérea Tailandesa): ← B.Kh.17/K - B.Kh.18 - B.Kh.19 - B.Kh.20 (I) - B.Kh.20 (II)
- Secuencia C._ (Aeronaves de Caza del Ejército del Aire español, 1978-presente): ← C.11 - C.12 - C.14 - C.15 - C.16